# 美空ひばり
美空 ひばり（みそら ひばり、1937年5月29日 - 1989年6月24日）は、日本の歌手・女優・実業家。神奈川県横浜市磯子区出身。横浜市立滝頭小学校、精華学園女子中学校・高等学校（現・東海大学付属市原望洋高等学校）卒業。
9歳でデビューし、その天賦の歌唱力で天才少女歌手と謳われて以後、歌謡曲・映画・舞台などで目覚ましい活躍を見せ、自他共に歌謡界の女王と認める存在となった。昭和の歌謡界を代表する歌手であり、没後の1989年7月2日に国民栄誉賞を受賞した。本名：加藤 和枝（かとう かずえ）。愛称は「お嬢（おじょう）」。身長は155cm（推定、番組内にて和也談）。

## 生涯

### 幼少期
神奈川県横浜市磯子区の魚屋「魚増」を営む父・加藤増吉（1912年 - 1963年）、母・喜美枝の長女・和枝（かずえ）として生まれた。増吉は栃木県河内郡豊岡村（現：日光市）、喜美枝は東京山谷の出身。妹は佐藤勢津子、弟はかとう哲也と香山武彦である。家にはレコードがあり、幼い頃より歌の好きな両親の影響を受け、和枝は歌謡曲や流行歌を歌うことの楽しさを知った。
1943年6月、第二次世界大戦に父・増吉が海軍に出征となり壮行会が開かれ、和枝は父のために『九段の母』を歌った。壮行会に集まった者達が和枝の歌に感銘し、涙する姿を目の当たりとした母・喜美枝は和枝の歌唱力に人を惹き付ける可能性を見出して、地元の横浜近郊から和枝の歌による慰問活動を始めるようになった。

### デビュー
敗戦後間もない1945年、私財を投じて自前の「青空楽団」を設立。近所の公民館・銭湯に舞台を作り、和枝は8歳のときに母の提案により「美空和枝」の名にし、初舞台を踏む。
1946年、NHK『素人のど自慢』に出場し、予選で『リンゴの唄』を歌い加藤母子は合格を確信したが鐘が鳴らなかった。審査員は「うまいが子供らしくない」「非教育的だ」「真っ赤なドレスもよくない」という理由で悩んだ挙句、合格にすることはできないと告げた。横浜市磯子区の杉田劇場 で初舞台を踏む。翌年の春、横浜で行われたのど自慢大会終了後、加藤母子は審査員の古賀政男のもとに駆けつけて「どうか娘の歌を聴いてください!」と懇願し、和枝はアカペラで古賀の「悲しき竹笛」を歌った。古賀はその子供とは思えない歌唱力、度胸、理解力に感心し「君はもうのど自慢の段階じゃない。もう立派にできあがっている」「歌手になるなら頑張りなさい」と激励した。
1947年、杉田劇場で漫談の井口静波、俗曲の音丸の前座歌手として出演してから、この一行と地方巡業するようになる。高知県に巡業した際、1947年4月28日、高知県長岡郡大杉村（現長岡郡大豊町）の国道32号で加藤母子が乗車していたバスが前方からのトラックを避けようとした際に崖に転落。そのまま落下すれば穴内川で全員死亡だったが、運よくバンパーが一本の桜の木に引っかかり止まった。和枝は左手首を切り、鼻血を流し気絶し、瞳孔が開き仮死状態だったが、たまたま村に居合わせた医師に救命措置をしてもらい、その夜に意識を取り戻した。家に戻った後、父は母に「もう歌はやめさせろ!」と怒鳴ったが、和枝は「歌をやめるなら死ぬ!」と言い切った。

### 師・川田晴久との出会い

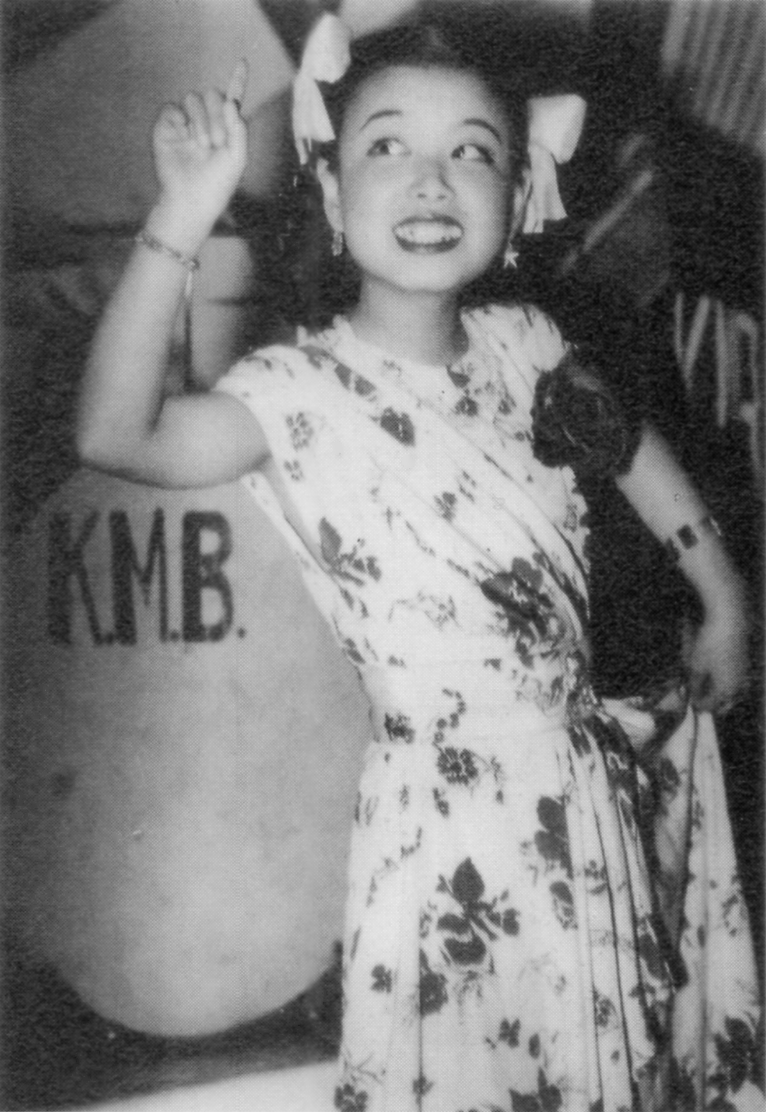
昭和23年 (1948年) 横浜国際劇場に出演したときの美空ひばり

1948年2月、神戸松竹劇場への出演に際して、神戸での興行に影響力を持っていた暴力団・三代目山口組組長の田岡一雄に挨拶に出向き、気に入られた。同年5月、まだ無名の存在であった11歳の少女・ひばりの才能を見込んだ当時人気絶頂のボードビリアン川田義雄（のちの川田晴久）に横浜国際劇場公演に抜擢された。川田はひばりをそばに置いてかわいがり、また、ひばりも川田を「アニキ」と呼びよく懐いていた。ひばりは川田に大きな影響を受けており、節回しを川田節から学んでいる。専門家による声紋鑑定でも二人の節回し、歌い方が一致する結果が出ている。ひばりは「師匠といえるのは父親と川田先生だけ」と後に語っている。
川田一座では当時のスター歌手笠置シヅ子の物真似（歌真似）が非常にうまく“ベビー笠置”と言われ拍手を浴びる。純粋に「かわいい」と見る層がいた一方、「子供が大人の恋愛の歌を歌うなんて」という違和感を持つ層も存在した。詩人で作詞家のサトウハチローは当時のひばりに対し「近頃、大人の真似をするゲテモノの少女歌手がいるようだ」と、批判的な論調の記事を書いている。
前年10月、喜劇役者・伴淳三郎の劇団・新風ショウに参加し、同一座が舞台興行を行っていた横浜国際劇場と準専属契約を結ぶ。この時、演出していた岡田恵吉に母親が芸名をつけてくれるように頼み、美空ひばりと命名してもらう。横浜国際劇場の支配人だった福島通人がその才能を認め、マネージャーとなって舞台の仕事を取り、次々と“ひばり映画”を企画することに成功した。
なお、「美空ひばり」の命名者、時期については上記以外も諸説あるが、神奈川新聞に掲載された横浜国際劇場の公演広告の1948年3月8日掲載ぶんに「美空ヒバリ」、同じく1948年6月1日掲載ぶんに「美空ひばり」の記載が残っているため、遅くとも1948年3月以前であろうと推測される。

### 全国的人気を獲得

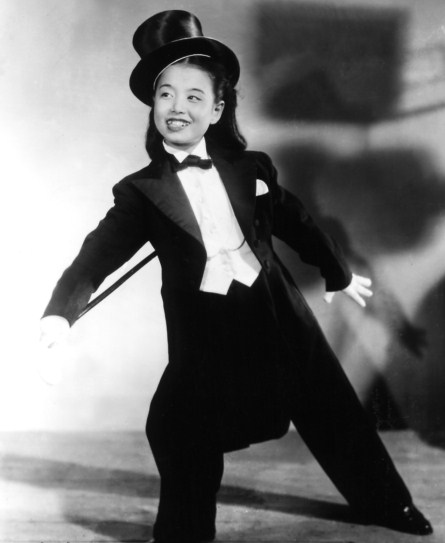
『悲しき口笛』（1949年）

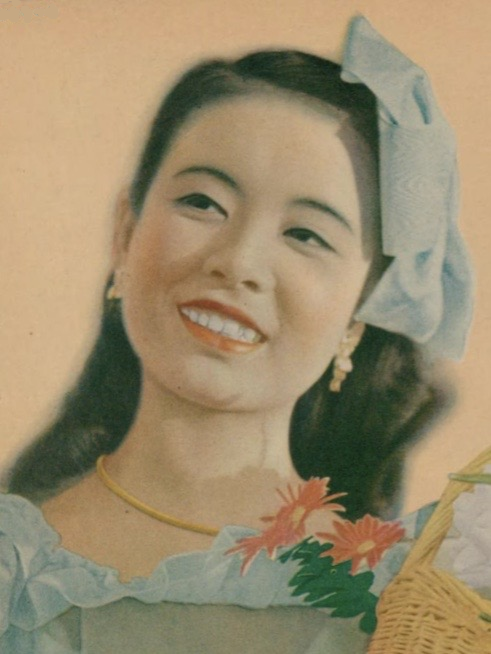
『新映画』1951年6月号より

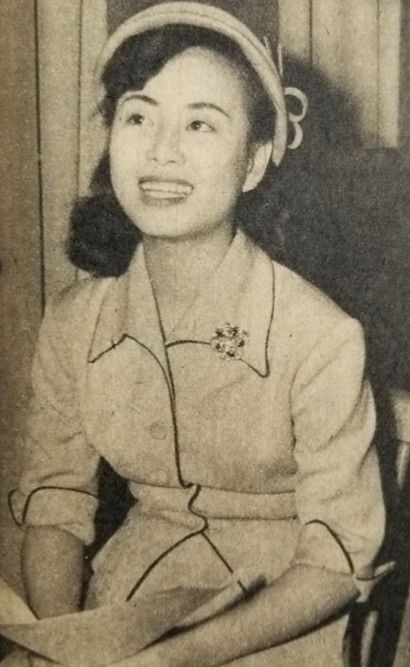
美空ひばり（1953年）

1949年1月、日劇のレビュー『ラブ・パレード』（主役・灰田勝彦）で笠置の『セコハン娘』、『東京ブギウギ』を歌い踊る子供が面白がられ、同年3月には東横映画『のど自慢狂時代』（大映配給）でブギウギを歌う少女として映画初出演した。8月には松竹『踊る竜宮城』に出演し、主題歌『河童ブギウギ』でコロムビアから歌手としてB面ではあるが、11歳で正式にレコードデビュー（7月30日）を果たした。続いて12歳で映画主演を果たした『悲しき口笛』（松竹）が大ヒット、同主題歌も45万枚を売り上げ（当時の史上最高記録）国民的な認知度を得た。この時の「シルクハットに燕尾服」で歌う映像は、幼少期のひばりを代表する映像として現在も目にする機会が多い。
1950年、川田晴久とともに第100歩兵大隊二世部隊戰敗記念碑建立基金募集公演のため渡米。帰国してすぐに2人の主演で『東京キッド』に出演。映画とともに同名の主題歌も、前作同様の大ヒットとなった。
1951年、松竹『あの丘越えて』で人気絶頂の鶴田浩二が扮する大学生を慕う役を演じたが、実生活でも鶴田を慕い、ひばりは鶴田を“お兄ちゃん”と呼ぶようになった。同年5月新芸術プロダクション（新芸プロ）を設立。代表取締役社長が福島通人、役員にひばり、川田晴久、斎藤寅次郎がそれぞれ就任した。同年、嵐寛寿郎主演の松竹『鞍馬天狗・角兵衛獅子』に杉作少年役で出演。以後これを持ち役とした。
1952年映画『リンゴ園の少女』の同名主題歌と挿入歌「リンゴ追分」をカップリングしたシングルが当時の史上最高記録となる70万枚を売り上げる大ヒットとなった。
1953年、『お嬢さん社長』に主演。喜美枝は、ひばりを「お嬢」と呼ぶようになり、その後、周囲もそう呼ぶようになった。1954年7月、正式に契約していなかった松竹から、初代中村錦之助と一緒に、映画3本で1000万円と破格の条件で東映と映画出演の専属契約を結ぶ。契約時に田岡一雄が同席し凄んだ。この交渉時で子どもながら気丈なひばりに将来性を予見した岡田茂（のち東映社長）は、ほぼ一回り年下のひばりの世話係をしながら、歌の実演や地方興行などと撮影のスケジュール調整をやりつつ、ひばり作品の量産体制に入った。中村錦之助と映画「ひよどり草紙」で共演。二人が組んだとき、岡田は「これはいける」とピンときた。東映のツキ初めはここであった。錦之助は翌年、東映時代劇の大スターとなった。この後、新人男優がひばりの相手役となることは、大スターへの登竜門のように言われた。錦之助とひばりは、共演後にたちまち恋仲となり周囲が猛反対した。それでも別れないため田岡一雄が困り果て、岡田茂に頼み、岡田が諄々とふたりを諭して別れさせた。晩年でもひばりは、錦之助の話が出ると顔が赤くなったと言われ、1961年11月27日に銀座東急ホテルで錦之助と有馬稲子の結婚式があった日に、加藤喜美枝の使いが「すぐ来てくれ」と岡田に頼み、浅草国際劇場で公演期間中だったひばりがもの凄い仕立ての着物を着て、「錦之助と有馬稲子の披露宴に行く」と言い張っていて、岡田が「明日のスポーツ紙の一面になるじゃない！ひばりちゃん、そんなことダメだよ、やめなよ」と説得したらひばりは号泣し、「あんた長い人生、まだまだあるじゃないか。錦之助が結婚したからって何だ。だいいち錦之助と結婚したら歌舞伎界のおかみさんだよ。いちいち部屋を回ってな、よろしくお願いします、よろしくお願いします、なんて挨拶してまわることなんかあんたに出来るんかい」と言ったら、「ほっといてよ、そんなこと！」と強気だった。

### 三人娘の時代

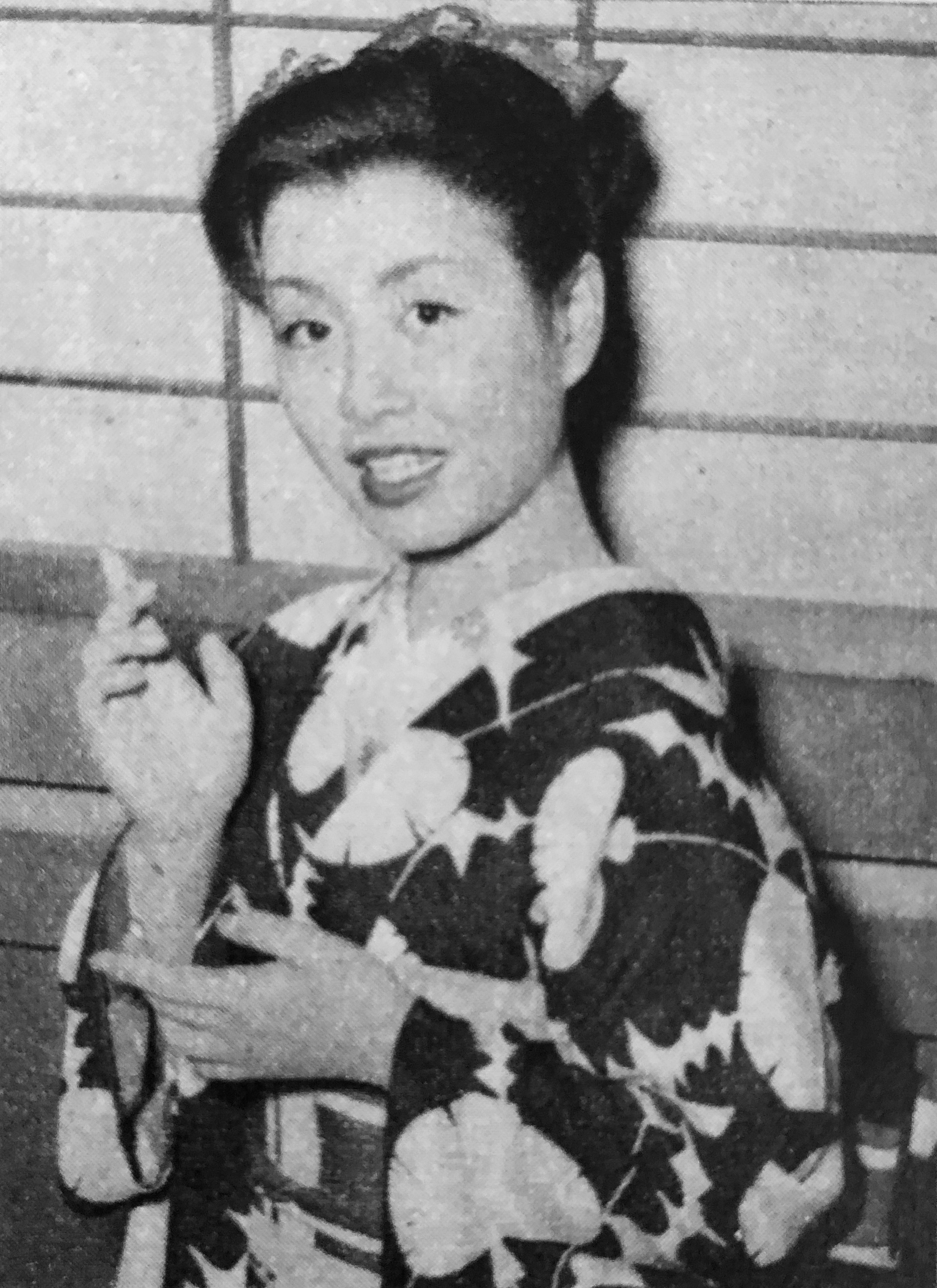
美空ひばり（1954年）

1954年、『ひばりのマドロスさん』で第5回NHK紅白歌合戦に初出場した。1955年には江利チエミ、雪村いづみとともに東宝映画『ジャンケン娘』に出演したことを契機に、「三人娘」として人気を博し、親交を深める。但し三人の映画出演のギャラは、はっきり差がつき、ひばり一本750万円、チエミ300万円、いづみ150万円だった。当時のひばりは映画界で最も稼ぐ女優だった。　
1956年、ジャズバンド小野満とスイング・ビーバーズの小野満と婚約。その後、この婚約は破棄となった。初の那覇公演を沖縄東宝で行い、1週間で5万人を動員。離島からのファンで那覇港は大混雑した。
1957年1月13日、浅草国際劇場にて、ショーを観に来ていた少女から塩酸を顔にかけられ浅草寺病院に緊急搬送されて入院した。現場に居合わせたブロマイド業者らによって塩酸をかけた少女は取り押さえられ警察に引き渡された。犯人の少女はひばりと同年齢（19歳）の熱烈なファンだったというが、ハンドバッグに「ひばりちゃんの美しい顔をいためねば承知できない」というメモを所持していた。この事件を切っ掛けにひばりは田岡にボディーガードを要請し、代わりに興行権を神戸芸能社に委ねる。その後、歌舞伎座公演に復帰（奇跡的に顔に傷は残らなかった）。また、紅白の裏番組として放送されていたラジオ東京テレビ（現：TBSテレビ）の『オールスター大行進』に出演していたため出場していなかった紅白歌合戦に3年ぶりに出場し、出場2回目にして渡辺はま子、二葉あき子らベテラン歌手を抑えて初めて紅組トリ（大トリ）を務めあげ、当時のひばりは既に芸能界における黄金期を迎えていた。
1958年4月1日、山口組三代目・田岡一雄が正式に神戸芸能社の看板を掲げた。同年4月、美空ひばりは神戸芸能社の専属となり、同年7月、新芸プロを離れ、8月1日、ひばりプロダクションを設立して、副社長に田岡一雄が就任した。同年8月18日、東映と映画出演の専属契約を結んだ。それに合わせて京都市左京区岡崎法勝寺町に居を構える。『ひばり捕物帳』シリーズや『べらんめえ芸者』シリーズ、『ひばりの佐渡情話』（1962年）など、東映は1950年代後半から1960年代にかけてタイトルに"ひばり"を冠した映画を13本製作、続々ヒット映画にも恵まれた。1960年から始まった『べらんめえ芸者』シリーズでは二作目以降、岡田に頼まれ、高倉健を相手役として迎えた。『べらんめえ芸者』シリーズは、笠原和夫と笠原良三の脚本で始まったもので、笠原和夫は脚本家デビューしてすぐに美空ひばりの主演映画を書くという幸運に恵まれ、東映調の娯楽映画のスキルが磨かれた。東千代之介や高倉健、里見浩太朗らはひばりとも共演で人気を高めた。ひばりは東映と専属契約を結んだ1954年から1963年まで10年間、多くの時代劇、チャンバラ映画に主演し、東映時代劇の黄金期を支え、歌手であると同時に映画界の銀幕のスターとしての人気を得た。専属期間だった10年間だけで、東映でのひばり出演作は102本に及ぶ。ひばりは「岡田茂さんは東映時代の恩人。岡田さんなくしては、映画俳優としての自分の存在はなかった」と話し、岡田茂は「美空ひばりは東映の女優の中で、会社にとって最も重要な役割を果たした」「錦之助さんともども東映の土台を作った偉大なスター」と評している。生涯で170本を超える映画に出演し、そのほとんどが主演で、映画の題名に『ひばりの〇〇』と付いた作品は47本で日本一である。題名に『ひばり』が付いているだけで安定してお客が入った。戦後を代表する映画女優であった。ひばりは女優として日本映画史をみてもズバ抜けた興行力があり、俳優としても日本映画に貢献した。ひばり作品に芸術作品・秀作、ましてや映画賞に掛かった作品は一本もなく、今日、ひばりの映画女優としての側面には必ずしも多くの光が当たっているとはいい難いが、生涯、娯楽作品に徹し、ファンもそれを喜んだ。ブルーリボン賞は、1961年度の第12回でひばりに大衆賞を授与した。「映画主演で13年間大衆に愛され親しまれて来た功績」と信念が貫かれたことが認められての授与理由で、ひばりが喜んだことは言うまでもない。
1960年、『哀愁波止場』で第2回日本レコード大賞歌唱賞を受賞、「歌謡界の女王」の異名をとるようになった。

### 小林旭との短い結婚・離婚後

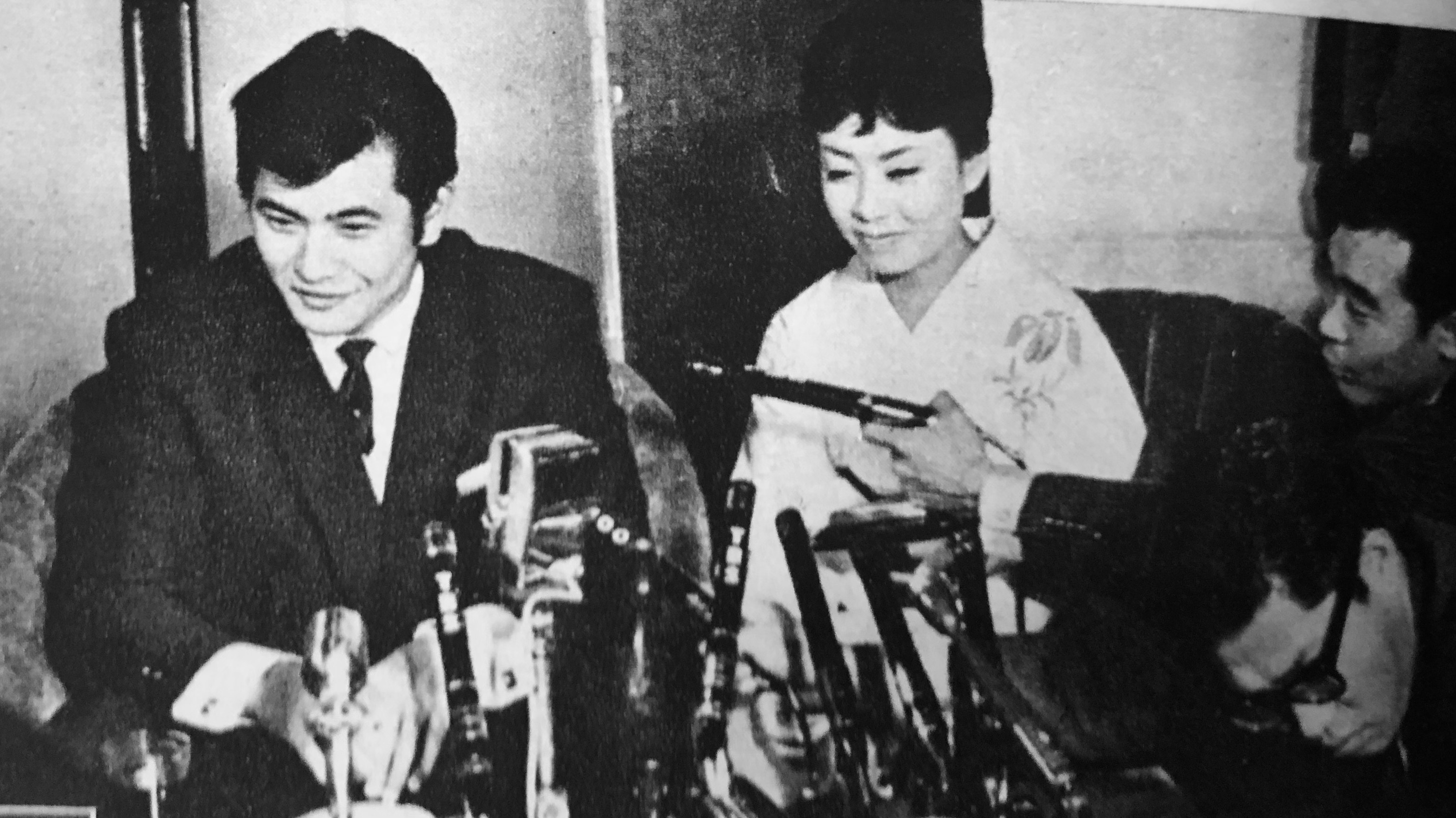
1962年5月29日、ひばりと小林旭は婚約発表した。

1962年5月29日、小林旭との婚約を発表。出会いは雑誌が企画した対談の場だった。交際を始めるが、小林は結婚をまだ考えていなかったにもかかわらず、ひばりが入れあげ、父親代わりでもあった田岡一雄に、自分の意志を小林へ伝えるよう頼んだ。ひばりの意を汲んだ田岡は小林に結婚を迫り、小林は断れなかったとされる。同年11月5日に挙式した。喜美枝はこの結婚を快く思っていなかったようで、人生で一番不幸だったのは娘が小林と結婚したこと、人生で一番幸せだったのは小林と離婚したことだと後に公言して憚らなかったほどである。小林は「結婚生活でのひばりは懸命によき妻を演じようとし、女としては最高だった」と『徹子の部屋』で述懐している。小林は入籍を希望していたが、ひばりの母に不動産処分の問題があるからと断られ続け、入籍しておらず（いわゆる事実婚）、戸籍上ではひばりは生涯にわたり独身であった。ひばりは一時的に仕事をセーブするようになるが、実母にしてマネージャーである喜美枝や周辺関係者が二人の間に絶え間なく介入し、結婚生活はままならなかった。また、ひばりも歌に対する未練を残したままだったため、仕事を少しずつ再開し小林が求めた家庭の妻として傍にいてほしいという願いも叶わなかった。また結婚した翌1963年には、増吉が肺結核により52歳で亡くなっている。
別居後の1964年、わずか2年あまりで小林と離婚。ひばり親子に頼まれた田岡から会見2日前に、｢おまえと一緒にいることが、ひばりにとって解放されていないことになるんだから、別れてやれや｣と引導を渡され、逆らうことは出来なかったと小林は自著で述べている。記者会見は別々に開かれ、小林の会見には田岡と菱和プロ社長・嘉山登一郎が同席した。小林は「本人同士が話し合わないで別れるのは心残りだが、和枝（ひばりの本名）が僕と結婚しているより、芸術と結婚したほうが幸せになれるのなら、と思って、理解離婚に踏み切った」と説明。この「理解離婚」という言葉は当時流行語となった。「未練はいっぱいある。皆さんの前で泣きたいくらいだ」と離婚は小林の本意でなかったとも語っている。
その1時間半後にひばりも田岡に同席してもらい、記者会見を行った。ひばりは田岡に口添えされながら、「理由をお話したいのですが、それを言ってはお互いに傷つける」「自分が幸せになる道を選んだ」と答えた。また「私が芸を捨てきれないことに対する無理解です」「芸を捨て、母を捨てることはできなかった」とも語り、今後は舞台を主に頑張ると語った。
離婚直後に発表した『柔』は東京オリンピックともあいまって翌1965年にかけて大ヒットした。180万枚という、当時のひばりとしては全シングルの中で最大のヒット曲となった。この曲で1965年、第7回日本レコード大賞を受賞。1966年には『悲しい酒』が145万枚を売り上げ、1967年には『芸道一代』、ポップス調の楽曲でグループ・サウンズジャッキー吉川とブルーコメッツとの共演やミニスカートの衣装が大きな話題となり、140万枚を売り上げた『真赤な太陽』と、ひばりの代表作となる作品が次々と発表され、健在ぶりを示した。

### 母・喜美枝との二人三脚時代

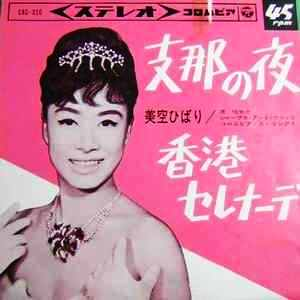
「支那の夜/香港セレナーデ」（1964年11月20日発売）のジャケット。

1963年、喜美枝は岡田に「お嬢のこれからの生き方についてどう思う？」と相談した。ひばりはそれまで銀幕を中心に活躍し、東映の専属として東映時代劇を支えていたが、岡田は既に東映を時代劇から現代劇中心に転換したいという考えを持っていたから「ひばりちゃんの時代劇はリアリズムからかけ離れたところが大衆にとって魅力。現代劇では魅力は発揮できないと思う。これからはテレビと舞台だろう」と進言した。浅草国際劇場での正月公演の客入りが悪くなっていたことから、喜美枝がひばりの再出発として新宿コマ劇場から要請のあった初の座長公演を田岡に相談せずに決めたため、浅草の公演を仕切っていた田岡の逆鱗に触れ、岡田に泣きつき何とか田岡の怒りを鎮めた。揉め事が起こると喜美枝は決まって岡田を頼った。さらに喜美枝は、岡田に新宿コマの舞台演出を気心知れた沢島忠を希望した。しかし沢島は当時岡田と共に東映任侠路線の扉を開いた東映と専属契約を結ぶメイン監督である。当時は五社協定があり、東宝系の新宿コマでの長期公演の仕事など無理難題であった。喜美枝は娘の為なら、たとえ火の中水の中というような人で、これも岡田の尽力で何とか沢島の貸し出しが決まり、東映のメイン監督の一人だった沢島は、これを切っ掛けにひばりの座付き作者のようになって映画界から遠ざかった。
1964年5月、新宿コマ劇場で初の座長公演を行う。それまで歌だけのステージに、芝居を加える舞台公演の第一号であった。演技者としての活動の場を次第に映画から舞台に移し（初の座長公演は『ひばりのすべて』、『女の花道』）、同劇場のほか、名古屋の御園座、大阪の梅田コマ劇場にて長年にわたり座長を張り続けた。離婚後のひばりを常に影となり支え続けたのが、最大の理解者であり、ひばりを誰よりも巧みにプロデュースする存在となっていた母・喜美枝だった。ひばりは傍らに喜美枝を従えて日本全国のコンサート会場・テレビ出演なども精力的に活動した。当時のマスコミからはステージママの域を越えた存在として、「一卵性親子」なるニックネームを付けられた。
1970年8月日系ブラジル人の求めに応じてサンパウロでブラジル公演。公演は8、9、10日の三日間であり、5万人の観客を動員、サンパウロとその周辺はもちろん、アマゾン地方、アルゼンチン、パラグアイ、ペルーやボリビアからも観客が団体で押し寄せた。オーケストラメンバーはフランク・シナトラやトニー・ベネットも賞賛した現地サンパウロの一流演奏家で構成され、そのメンバーらが美空ひばりについて「言葉は分からないが素晴らしい歌手だ」と異口同音に称えたと言われる。また、サンパウロ公演より前にハワイで公演を開いたとされる。
1970年、第21回NHK紅白歌合戦で紅組司会・大トリを担当。紅白史上初の組司会とトリの兼任である（組司会と大トリの兼任は女性に限れば唯一）。この時の歌唱曲は弟・かとう哲也作曲の「人生将棋」。歌手兼司会の前例はあったが、組司会がトリを務めるということはまだなかったため、ひばりが紅組司会に決まった時点で、紅組トリは青江三奈（当時女性歌手のヒットNo.1）との構想が固まっていた。ところがひばりは司会発表会見で「お話を頂いた時は司会だけで歌手としては出場できないのでは…と思いました。来年は歌手生活25周年にもあたります。やはり歌手としてはトリを歌いたい」と発言、結局ひばりの紅組司会兼大トリが半ば強引に決定した。
この時期も田岡一雄は父親代わりの存在としてひばりを庇護し、ひばりは1981年の田岡の葬儀にも出席している。この暴力団との関係が後の「ひばり・スキャンダル」に繋がることになった。

### 兄弟とひばりのトラブル・相次ぐ肉親の死
1973年、実弟が起こした不祥事により、加藤家と暴力団山口組および田岡との関係も問題視され、全国の公会堂や市民ホールから「暴力団組員の弟を出演させるなら出させない」と使用拒否されるなど、バッシングが起こりマスコミも大々的に取り上げた。しかし、ひばり母子は家族の絆は大事だとし、哲也をはずすことはなかった。この結果、1973年末、17回出場し1963年から10年連続で紅組トリを務めていた紅白歌合戦への出場を辞退した。そのためこの年から数年間、大晦日は日本教育テレビ（現：テレビ朝日）の取り計らいで、同局『美空ひばりショー』に出演した。以後、NHKからオファーが来ても断り続けた。1977年、当時の同局の人気番組であった『ビッグ・ショー』で4年ぶりにNHK番組に出演し、関係を修復した。しかし紅白に正式な出場歌手として復帰することはなかった。
1970年代～1980年代前半のひばりは大きなヒット曲には恵まれなかったものの、この時代に入ると幅広いジャンルの楽曲を自らのスタイルで数多くのテレビ番組やレコードなどで発表し、歌手としての再評価を受けることとなる。岡林信康（『月の夜汽車』〈1975年〉）、来生たかお（『笑ってよムーンライト』〈1983年〉）、イルカ（『夢ひとり』〈1985年〉）、小椋佳（『愛燦燦』〈1986年〉）など、時代の話題のアーティスト・クリエイターなどとのコラボレートもしばしば行われた。また、新曲のキャンペーン活動にもこの時代には活発に参加するようになり、1980年には誰もが唄える歌として発表した『おまえに惚れた』は、この地道な活動が功を奏す形で久々のヒット曲となった。また1982年には、『裏町酒場』もロング・ヒットを記録する。
しかし1980年代に入り、1981年には最愛の母・喜美枝が転移性脳腫瘍により68歳で死去する。同年に日本武道館で行われた芸能生活35周年記念リサイタルは、喜美枝が危篤状態の中行われたものであった。さらに父親の代わりを担っていた田岡も相次いで死去した。1982年には親友の江利チエミが45歳で急死、1984年には「銭形平次」で18年間主役を演じ、同番組の最終回にひばりが特別出演する等親交のあった大川橋蔵が55歳で死去した。また追い打ちをかけるように実弟の哲也を1983年に、香山武彦を1986年に、共に42歳という若さで次々と亡くすという悲運が続いた。ひばりは加藤和也を1977年に養子として迎えていたが、家族や親友を続けざまに亡くした悲しみや寂しさを癒やすために嗜んでいた酒とタバコは日に日に量を増し、徐々にひばりの体を蝕んでいった。

### 晩年・病魔との闘い

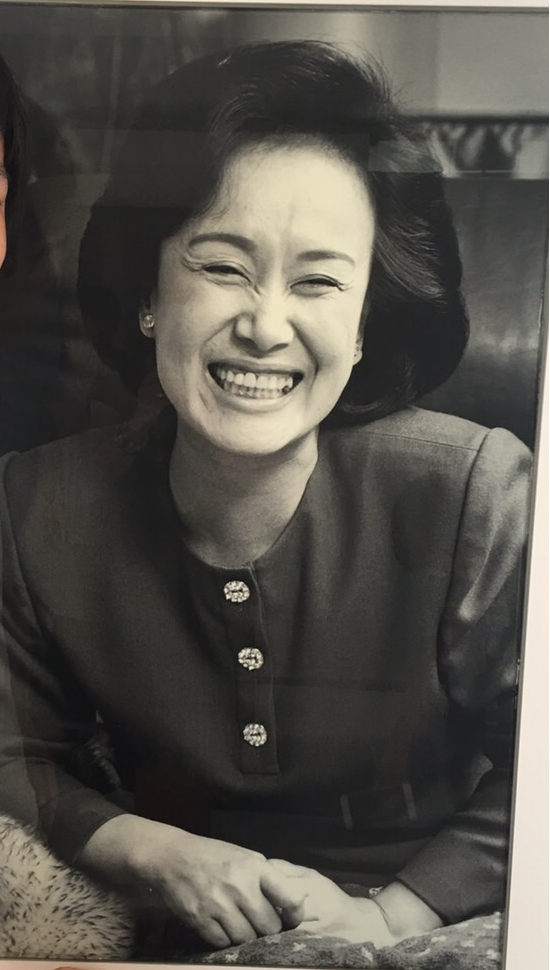
晩年の美空ひばり

1985年5月、ひばりは誕生日記念ゴルフコンペでプレー中に腰をひねり、両足内側にひきつるような痛みが走ったという。その頃からひばりは原因不明の腰痛を訴えるが、徐々に腰痛が悪化していく中でも、ひばりはそれを微塵にも感じさせない熱唱を見せていた。翌年の1986年に芸能生活40周年記念リサイタルを東京・名古屋・大阪の三大都市で開催（後に東京でのコンサートがビデオ・DVD化されている）。だが1987年（昭和62年）、全国ツアー四国公演の巡業中、ひばりの足腰はついに耐えられない激痛の状態に陥った。
しかしそんな中、同年2月には三重県鳥羽市まで出向き、ひばり自らの要望で鳥羽水族館のラッコを見物した。それと同地において、カラオケビデオの撮影にも臨んだ。1テイク撮影後再度撮り直しの為に、スタート地点へ戻るよう監督の指示を受けた際、ひばりは段差を上りきれず立ち止まってしまい、付き人の手を借りて歩行し映像を撮り終えた。現在DAMカラオケで「リンゴ追分」「真赤な太陽」などのカラオケでは、その頃のひばりの姿が映し出されている。
入院2週間前の4月7日には日本テレビ「コロムビア　演歌大行進」の収録に臨む。細川たかしと島倉千代子に手を取られ登場し、体調が悪い中「愛燦燦」などを歌った。
同年4月22日、公演先の福岡市で極度の体調不良を訴え、福岡県済生会福岡総合病院に緊急入院した。重度の慢性肝炎および両側特発性大腿骨頭壊死症と診断され、約3か月半にわたり同病院にて療養に専念となった（入院当時実際の病名は「肝硬変」であったが、マスコミには一切発表しなかった。ひばりの病状は深刻だったがそれを隠し通し、公表する病名の程度を低くした）。またそれに伴い同年5月に予定されていた明治座の公演中止を発表。入院して約1か月後の同年5月29日、ひばりは丁度50歳の誕生日を迎えた。その闘病の最中にひばりは、マスコミ陣および大勢のひばりファン達に対して「今はただ先生達のご指示をしっかり守り、優等生患者として毎日を過ごしています」「あわてない慌てない、ひとやすみ一休み」などと吹き込まれた肉声入りのカセットテープを披露した。
1987年6月16日に鶴田浩二（享年62）、7月17日には石原裕次郎（享年52）と、ひばりと親交が深かった昭和の大スターが相次いで死去する中、ひばりは入院から3か月後の同年8月3日に無事退院を果たし、病院の外で待っていた沢山のひばりファン達に笑いながら投げキッスを見せた。退院後の記者会見では「『もう一度歌いたい』という信念が、私の中にいつも消えないでおりました。ひばりは生きております」と感極まって涙を見せる場面もあったが、最後は「お酒は止めますが、歌は辞めません」と笑顔で締めくくった。退院後の約2か月間は自宅療養に努め、同年10月9日に行われた新曲『みだれ髪』のレコーディング（シングルレコード発売は12月10日）より芸能活動の復活を果たした。
しかし、病気は決して完治してはいなかった。肝機能の数値は通常の6割程度しか回復しておらず、大腿骨頭壊死の治癒も難しいとされた。ある日、里見浩太朗が退院後のひばりを訪ねた際、階段の手すりに掴まりながら一歩一歩下りてきたと後に語った。それが里見自身ひばりとの最後の対面であったという。

### 伝説のステージ「不死鳥コンサート」東京ドーム・復帰公演
1988年（昭和63年）初頭はハワイで静養し、2月中に帰国した。同年4月に開催予定の東京ドーム復帰公演に向けて、下見や衣装、当日の演出など準備段階は止められない処まで来ていたが、足腰の痛みは殆ど回復することはなく、肝機能数値も退院時の60%から低下して20～30%の状態を行き来する状態であった。体調が思わしくないまま公演本番の日を迎えた。
1988年4月11日、東京ドームのこけら落し となるコンサート「不死鳥/美空ひばり in TOKYO DOME 翔ぶ!! 新しき空に向かって」を実施した（実際にはそれ以前にミック・ジャガーやBOØWYがコンサートを同場所で既に行っていた）。この復活コンサートの様子は、現在もテレビ番組でしばしば映像が使われ、後にビデオ・DVD化もされている。なお「不死鳥」をイメージした金色の衣装など、舞台衣装は森英恵がデザインしたものである。
この東京ドーム公演の会場客席には、森光子・雪村いづみ・島倉千代子・浅丘ルリ子・岸本加世子など、ひばりと特に懇意であった女性芸能人達もひばりの復帰ステージを見届けるために駆けつけた。それとは裏腹に、ひばりにとってはまさに命がけのものであった。楽屋入りの際には楽屋前で私服のまま、ひばりはファン並びにマスコミへ向けて不死鳥コンサートへの意気込みをコメント映像として残したが、このコメント映像に応じられるかどうかもひばりの状態次第という状況であった。徳光和夫も後年、BS朝日「わが心の美空ひばり」にて「あのコメントを残してくださったことを心から感謝しています、まさかあんなに状態が悪かったとは思いもしなかったですよ」と語っている。
ひばりはフィナーレの「人生一路」を歌い終えると、思い通りに歌えなかったのかマイクをスタンドに戻す際に一瞬首を傾げていた（彼女の日記にも、自身が満足のいく出来にできなかったことへの苦悩と、この調子であと何年もつのかという不安が書かれている）。この頃のひばりは体調の悪化で前年の退院会見の頃と比べると痩せていたが、脚の激痛に耐えながら合計39曲を熱唱した。常人であれば歌うことはおろか、立つことすら困難な病状の中でステージに立った。
公演当日は会場に一番近い部屋を楽屋とし、簡易ベッドと共に医師も控えていた。また、万一の事態に備えて裏手に救急車も控えていた。本番前に楽屋を訪れた浅丘ルリ子は、まるで病室のような楽屋と、ひばりの様子に衝撃を受けたと語る。楽屋でひばりはベッドに横たわっており、浅丘が心配そうに「大丈夫?」と問いかけると、ひばりは「大丈夫じゃないけど頑張るわ」と笑顔で答えたという。ドーム公演のエンディングで、約100ｍもの花道をゆっくりと歩いたひばりの顔は、まるで苦痛に歪んでいるかのようであった。とても歩けるような状態でないにもかかわらず、沢山のひばりファンに笑顔で手を振り続けながら全快をアピールした。そのゴール地点には和也が控え、ひばりは倒れこむように和也の元へ辿り着き、そのまま救急車に乗せられて東京ドームを後にしたという。当時、マスコミ各社はひばりの「完全復活」を報道したが、ひばりにとっては命を削って臨んだ伝説のステージとなった。
東京ドーム公演を境に、ひばりの体調は次第に悪化していった。段差を1人で上ることさえ困難になり、リフトを使い舞台上にあがる程の状態だった。ドーム公演後全国13ヶ所での公演が決まっており、翌1989年2月7日小倉公演までの10ヶ月間、全国公演を含めテレビ番組収録など精力的に仕事を行った。1988年6月7日には極秘で福岡の病院に一時入院したが、すぐに仕事を再開することができた。6月の入院を乗りきったひばりはその後の年内の仕事も予定通りに全てこなし、同年7月29日に「広島平和音楽祭」（「一本の鉛筆」を歌唱）に加え、8月21日には「佐久音楽祭」に出演した。ひばりにしては珍しく「佐久音楽祭」では屋外ステージで歌った。この時の映像は、現在の特番でもたびたび放映されている。

### 生涯最後のシングル「川の流れのように」
1988年10月28日に、前日神津はづき（神津善行・中村メイコ夫妻の実娘）からのお友達紹介で、「森田一義アワー 笑っていいとも!」のテレフォンショッキングコーナーに、最初で最後の出演を果たした（ひばりからのお友達紹介は岸本加世子）。またその頃、秋元康の企画による『不死鳥パートII』という題名で、生前最後となるオリジナルアルバムのレコーディングも行い、秋元や見岳章といった若い世代のクリエーターとの邂逅により、音楽活動を幅広く展開する意欲も見せた。そのアルバムの中には、生涯最後のシングル曲となった『川の流れのように』もレコーディングされている。なお、ひばりのスタッフ陣は当初『ハハハ』をシングル化する予定だったものの、ひばりが自ら「お願いだから、今回だけは私の我が儘を聞き入れて!」と、スタッフに対して『川の流れのように』のシングル化を強く迫りながら懇願した。普段ならばスタッフの意向を尊重するひばりであったが、そのひばりがあまりに必死に懇願したことを受けた結果、彼女の希望通りの形となった。
そのきっかけとなったのが、同年10月11日にオリジナルアルバム制作の報告も兼ね、日本コロムビア本社内で行われたひばりの生涯最後の記者会見の時であった。この記者会見前にひばりは、アルバム内の1曲『ハハハ』を秋元康立ち合いの下で公開初披露し、その後に会見が組まれた。ある記者が「ひばりさん、今回のアルバムを楽しみにされているファンの方々が沢山いらっしゃるかと思いますけれども、アルバムに収録されている10曲がどんな曲なのか、紹介していただけますか?」と投げかけた。するとひばりは「えー…もう『川の流れのように』の曲を1曲聴いていただくと、10曲全てが分かるんじゃないでしょうか。だからこれからの私。大海へスーッと流れる川であるか、どこかへそれちゃう川であるかっていうのは誰にも分からないのでね。だから『愛燦燦』とはまた違う意味のね、人生の歌じゃないかなって思いますね…」と全てを覆すような回答を残した。ひばりの記者会見後、制作部はバタバタしながら1989年1月のリリース準備に入ったというエピソードが残されている。
同年暮れの12月12・16・17日の3日間にわたっては、翌1989年（昭和64年）1月4日にTBSテレビで放送された生涯最後のワンマンショー『春一番! 熱唱美空ひばり』の収録に臨んだ。総合司会は堺正章が担当し、特別ゲストには森光子、森繁久彌と尾崎将司が出演した。収録前に歓迎会が行われ、スタッフからひばりへ花束の手渡しなどがあり、ひばり自身スタッフの熱意を肌で感じていた。だが、番組収録終了後最後の記念撮影時に、ひばりが隣に座った番組制作プロデューサーの池田文雄に向かって「この番組が『最後』になるかもしれないから。私ねぇ、見た目よりもうんと疲れてるのよ、1曲終わる度にガクッと来るの」と話したという。後に堺がひばりの追悼番組で、当時「どういう意味での『最後』かは定かではないが…」と話している。しかしプロデューサーの池田はこの言葉が耳にこびりついて仕方がなかったという。脚の激痛と息苦しさで、歌う時は殆ど動かないままの歌唱であった。
この頃既に、ひばりの直接的な死因となった『間質性肺炎』の症状が出始めていたとされており、立っているだけでも限界であったひばりは、歌い終わる度に椅子に腰掛けて息を整えていたという。それでも同番組のフィナーレでは、番組制作に携わったスタッフやゲストらに感謝の言葉を述べ、「これからもひばりは、出来る限り歌い続けてゆくことでしょう。それは、自分が選んだ道だから」という言葉で締め括った。そして新曲『川の流れのように』の歌唱後、芸能界の大先輩でもある森繁からの激励のメッセージを受けると、感極まったひばりは堪えきれずに涙を流し続けた。なお、ワンマンショーの放送からさかのぼること2日前の1月2日には『パパはニュースキャスター』の復活スペシャル第2弾にも田村正和演じる主人公の鏡竜太郎とTBSの廊下で遭遇するワンカットのみではあるが、ゲスト出演。これが生涯最後のテレビドラマへの出演となった。
1988年12月25日、26日と帝国ホテルにて、生涯最後のクリスマスディナーショーが行われ、石井ふく子や王貞治らひばりの友人も足を運んだ。無理を押しての歌中、激しいツイストで観衆を沸かせていた。この時の映像は特番等で稀に放送されたことがある（ビデオ・DVD化はされていない）。ディナーショー終了後、石井と王らが会食していた神楽坂の料亭に連絡なしにいきなり現れたひばりが、浪曲「唄入り観音経」を歌唱。石井は2010年6月にTBS系で放映された特番で「全身が総毛立ったの。素晴らしかったですよ。なんで録っておかなかったんだろうと今でも悔いています」と語った。

### 昭和から平成へ・再入院
1989年1月8日、ひばりは元号が「昭和」から「平成」へ移り変わった日を「平成の我 新海に流れつき 命の歌よ 穏やかに…」と短歌に詠んだ。その3日後の1月11日、『川の流れのように』のシングルレコードが発売される。しかしこの時のひばりの肺は、既に病に侵されていた。
1月15日、『演歌の花道』と『ミュージックフェア』へそれぞれVTRで出演した。各番組の最後で『川の流れのように』など数曲を歌ったが、『ミュージックフェア』が放送時間上ひばりにとって、結果的に生前最後のテレビ出演となった。同番組の1989年第1回目の放送は「美空ひばり特集」として1月8日に予定されていたが、昭和天皇の崩御に伴い特別編成が組まれ、1週間先送りとなった。この頃のひばりはドーム公演時から見てもさらに痩せて、体調は明らかに悪化していた。なお、1月中のひばりは熱海への家族旅行や、両国国技館の大相撲見物の他、自宅での静養が多かったとされる。体調は一時期平行線であっても、好転することはなかった。
コンサートの数日前、早めに現地入りしたひばりは、医師の診療を受けた際に以前より病状が芳しくない状態であることを告げられていた。それでもこの年の全国ツアー「歌は我が命」をスタートさせたが、初日の2月6日の福岡サンパレス公演で、持病の肝硬変の悪化からくるチアノーゼ状態となる。公演中の足のふらつきなど、舞台袖から見ても明らかであったが、ひばりは周囲の猛反対を押し切り、翌日の小倉公演までの約束でコンサートを強行した。
2月7日、九州厚生年金会館での公演が、ひばりの生涯最後のステージとなった（その映像は残されていないが、スタッフが確認用に録音したカセットテープに音源のみ残され、ひばり17回忌の2005年にCDとして商品化された）。同日、ひばりは車や新幹線での移動に耐えられない程に衰弱していたため、急遽ヘリコプターを使用しての往復移動となり、会場の楽屋入り後はすぐに横になった。酸素吸入器と共に医師が控え、肝硬変の悪化からくる食道静脈瘤も抱え、いつ倒れて吐血してもおかしくない状態だったという。当時同行した和也は後に「おふくろはもう気力だけで立っていたんだと思います…お医者さんには、間髪入れずに『倒れて出血したらもう終わりです。喉を切開して血を抜かないと、窒息をしちゃいますよ。いつ倒れてもおかしくないですからね』と言われてたんで、袖で陣取っていたんですけど、ここの時ほど心細い時はなかった。本当…死んだ親父やばあちゃんがいたらな…って思いましたよ」と語っている。開演時間になるとひばりは起き上がりステージへ向かうが、廊下からステージに入る間にある僅か数センチの段差すらも1人では乗り越えられなかった。また、コンサート中は大半が椅子に座りながらでの歌唱となり、加えてあまりの体調の悪さから予定されていた楽曲を一部カットした（村田英雄の「無法松の一生」など）。息苦しさをMCでごまかすひばりであったが、翌3月に診断される「特発性間質性肺炎」の病状は進行していた。だが、1,100人もの観衆を前にひばりは全20曲を無事に歌い終えた。
2月8日、2年前と同じ済生会福岡総合病院に検査入院。一旦は退院し、マスコミから避けて福岡の知人宅に2月下旬まで滞在後、再びヘリコプターで帰京した。その際、東京ヘリポートから自宅までは車での移動であったが、体力はとうに限界を超えていた。3月上旬に入ってからは自宅静養の日々が続き、ツアーを断念せざるを得ない状況の中でも、同年4月17日に自らの故郷である横浜に竣工した横浜アリーナのこけら落とし公演が予定されていた。この舞台に立つことに執念を見せるひばりは「私は『横浜アリーナ』の舞台に立ちたい。ここでの公演だけは這いずってでもやりたい!」と頑として譲らず、母の体調を案じて公演の中止を迫る和也に「ママは舞台で死ねたら本望なの!余計な口出ししないで!!」と突っぱねるも、和也は「あんたが死んじゃったら、残された俺は一体どうするんだ!!」と言い返すなど、度々口喧嘩をしていたという。その口喧嘩の日々が書かれた直筆の日記が、今も特番で公開されることがある。
その頃、石井ふく子の紹介で近所の診療所の医師に診察を仰いだが、指先や顔色の青ざめたひばりが診療室に入ってきた姿を目の当たりにしたその医師から、ひばりは肺の状態の説明も受け、専門医のいる病院への入院を強く勧められた。そして3月9日に数時間、静養中の自宅を訪れた診療所の医師から強い説得を受けると、ひばりは椅子に腰かけながら真正面を向いたまま涙を流し、何かを悟るかのように長い時間の沈黙があったという。その沈黙の後、ひばりはついに再入院の決断を下した。
3月中旬にひばりは再度検査入院した後で一時退院、3月21日にはラジオのニッポン放送で『美空ひばり感動この一曲』と題する10時間ロングランの特集番組へ自宅から生出演した。番組終盤には自ら「ひばりに引退は有りません。ずっと歌い続けて、いつの間にかいなくなるのよ」とコメントした。結果的に歌以外ではこのラジオ出演が美空ひばりにとって生涯最後のマスメディアの仕事となった。ラジオ生放送終了直後、体調が急変したため順天堂大学医学部附属順天堂医院に再入院となった。

### 死去
再入院から2日後の1989年3月23日「アレルギー性気管支炎の悪化」「難治性の咳」など呼吸器系の療養専念のため、横浜アリーナのこけら落としコンサートを初めとするその他全国ツアーを全て中止し、さらに歌手業を含めた芸能活動の年内休止が息子の和也から発表された（再入院当時「間質性肺炎」の病名は公表されなかった）。和也は本当の病名をひばり本人には最期まで伏せていたが、ひばりは3月上旬に診察を受けた際に医師から間質性肺炎の説明を受けていた。しかし和也にはずっと知らないふりをして過ごしていたという。なお、闘病生活を書き記したひばりの付き人の記録に「コメカミの血管が破れそうにドキドキする」とあった。間質性肺炎を発症した原因は「不明」とされ、治療に有効とされているステロイドホルモンは肝硬変の症状も出ていたひばりに対しては副作用の懸念からほとんど使えなかったという。
その後もはっきり報道されない容態から「もう歌えない」「復活は絶望的」などと大きく騒ぎ始めるマスコミに対し、ひばりは入院中の5月27日に再入院時の写真などと共に「麦畑 ひばりが一羽 飛び立ちて… その鳥撃つな 村人よ!」とのメッセージを発表した。さらに「私自身の命ですから、私の中に一つでも悩みを引きずって歩んでいく訳には参りませんので、後悔のないように完璧に人生のこの道を歩みたいと願っているこの頃です」などと録音した肉声テープを披露。だが2年前の入院時と比較するとひばりの声は殆ど張りがなく、弱々しいものであった。結果的にこれがひばり本人が発した生涯最後のメッセージおよび肉声披露となった。
それから2日後の5月29日にひばりは病室で52歳の誕生日を迎えた。同じ頃ひばりの実妹・佐藤勢津子は、看病していた時に「突然、お姉ちゃんがポロポロと泣き出してしまって…『勢津子、私はまだ生きられるの？』って。『何言ってるの、まだ52歳でしょ？これからも頑張って生きなきゃ駄目よ！』って励ましたら、姉ちゃんは『そうだね、和也を独り遺して死ねないよね。頑張るわ』と、珍しく私の前で弱音を吐いた」と述懐していた。
しかし、誕生日から15日後の6月13日に呼吸困難を起こして重態に陥り、人工呼吸器がつけられた。ひばりの生涯最後の言葉は、順天堂医院の医師団に対して「よろしくお願いします。頑張ります」だったという。また和也が死の数日前に「おふくろ、頑張れよ」「大丈夫だよ」と声を掛けると、ひばりは最期を覚悟したのか両目に涙を一杯溜めていたと、後に和也が語っている。
そして最後のステージから136日後、再入院から3ヶ月後の1989年6月24日午前0時28分、特発性間質性肺炎の悪化による呼吸不全併発のため、和也らに看取られ死去した。52歳没。
6月25日に通夜、翌26日に葬儀がひばり邸で行われ、芸能界やスポーツ界、政界からも多数の弔問があった。ひばりの棺を乗せた霊柩車がひばり邸を出る際には、多くのファンが沿道を埋め尽くし、彼女の死を悼んだ。7月22日に青山葬儀所で行われた葬儀には当時最高記録の4万2千人が訪れた。喪主は和也が務め、葬儀では萬屋錦之介・森繁久彌・中村メイコ・王貞治（当時 読売ジャイアンツ元監督）・和田アキ子・とんねるずの石橋貴明が弔辞を読み上げ、北島三郎・雪村いづみ・森昌子・藤井フミヤ（当時 チェッカーズ）・近藤真彦などひばりを慕った歌手仲間が『川の流れのように』を歌い、ひばりの霊前に捧げた。法号は、慈唱院美空日和清大姉（じしょういん みそらにちわせいたいし）。墓所は、横浜市営日野公園墓地にある。菩提寺は、港南区の唱導寺。
美空ひばりの通算レコーディング曲数は1,500曲、オリジナル楽曲は517曲であった。

### 死後
復帰第一弾として発表した「みだれ髪」は福島県いわき市の塩屋岬を舞台としており、その縁で塩屋埼灯台近くには歌碑、遺影碑、銅像などが建つ「雲雀乃苑」が整備されている。この地には1988年10月2日に「みだれ髪歌碑」が建立されていた。その後、1990年5月26日に「美空ひばり遺影碑」が建てられた。そして周辺の道路420メートル区間もいわき市が整備を行い「ひばり街道」として1998年に完成した。さらに2002年5月25日には「永遠のひばり像」が建立された。その後、2024年春に京都市の東映太秦映画村内にあった「京都太秦美空ひばり座」が老朽化で取り壊されたのに伴い、その入口にあったブロンズ像が同年10月17日に雲雀乃苑へ移設された。
1989年8月21日、35枚組・517曲を収録した『美空ひばり大全集 今日の我れに明日は勝つ』がCDとカセットテープで発売され、1989年11月20日現在で6万3000セット（日本コロムビア調べ）が販売された。定価6万円（税込）と音楽ソフトとしては高額ながらオリコンでは最高9位（1989年9月4日付アルバムランキング）を記録した。
1989年には、ひばりの音楽ソフトが年間120億円（日本コロムビア調べ、以下同じ）を売り上げた。1997年時点でも年間で約15億5000万円を売り上げ、日本コロムビア所属の演歌歌手としては現役歌手を抑えて最も売り上げが多い。
1993年4月、京都市の嵐山に「美空ひばり館」が開館、愛用品のコレクションなどが展示され、ファンや観光客が訪れていた。しかし来館者数の減少により、2006年11月30日に一旦閉館。その後運営主体を「ひばりプロダクション」に変更し、2008年4月26日に「京都嵐山美空ひばり座」と改名の上リニューアルオープンした。2013年4月26日、開館5周年イベントが催され、この場でひばりプロ社長・加藤和也から同年5月31日限りで閉館することが発表。同館は5月31日限りで閉館された。
しかし、「京都嵐山美空ひばり座」の閉館からおよそ半年が経った2013年10月12日には同じく京都市にある東映太秦映画村の映画文化館の1階に、「京都太秦美空ひばり座」が改めてオープンした。館内には舞台衣装、台本などのゆかりの品々が約500点並び、東京ドームでの「不死鳥コンサート」で着用したドレスや、初めて東映映画に出演した1949年の『のど自慢狂時代』以降の全93作品の復元ポスターなどが展示されている。さらに、2014年5月には東京都目黒区のひばり邸の一部を改装し、『美空ひばり記念館』として改めてオープンさせることが発表され、同年5月28日に女優の中村メイコ、タレントのビートたけし、歌手の郷ひろみらを最初の客として迎えて、「東京目黒美空ひばり記念館」のオープニングセレモニーが行われた。
1999年、舞台『元禄港歌 -千年の恋の森-』（1980年上映）劇中歌としてレコーディングされた「流れ人」が、ひばりの死後初のシングルとして発売された。1998年12月、同舞台の再演の準備中に当時録音された音質の良いテープが日本コロムビアで発見されたものである。
2005年公開の映画『オペレッタ狸御殿』（鈴木清順監督）では、デジタル技術でスクリーンに甦りオダギリジョーやチャン・ツィイーと共演した。
2011年には、23回忌で「美空ひばり トレジャーズ」（1月19日）や「ひばり 千夜一夜」（8月3日）などを発売した。
『美空ひばり トレジャーズ』は、日本コロムビアの創立100周年の記念も兼ね発売されたトレジャーブックである。この商品には、ひばりのエピソード全69話からなる本や写真133枚（未公開を含む）、サインや手紙のレプリカが48点、未発表曲「月の沙漠」を含む計30曲が収録された2枚組のCDが収められている。1万セット限定で1万3800円で発売された。
『ひばり 千夜一夜』は、1,001曲の楽曲を収めたCD56枚＆DVD2枚の12万円のセットである。構成は、1949年のデビュー曲「河童ブギウギ」から1989年のラストシングル「川の流れのように」・「あきれたね」までの「シングルコレクション」が32枚、580曲。ジャズや民謡の「カバー・コレクション」が17枚、304曲。ほかにも「オリジナル曲」が5枚、93曲。「カラオケDVD」が2枚、24曲で1,001曲である（ライブ音源CDを除く）。「森英恵デザイン 特製赤いコサージュ（不死鳥コンサート時の物のレプリカ）」や「特製写真立て（不死鳥コンサート時の赤い衣装のポートレート付）」、「特製CDキャリングケース（携帯ディスクケース）」、「カラー写真集（全96ページ）」、「別冊歌詞集（2冊）」、「三方背収納BOX」、「おしどり・イン・ザ・ナイト（12曲入りCD）」、「あの歌・この歌〜美空ひばり昭和を歌う〜（21曲入りCD）」が特典であった。単一歌手が1,000曲以上を収録したBOXを発売するのは初めてで、最大収録数である。
2012年、1950年に行われた第100歩兵大隊二世部隊戰敗記念碑建立基金募集公演のアメリカ合衆国サクラメント公演の録音が発見された。2013年09月18日には『美空ひばり&川田晴久 in アメリカ 1950』のタイトルでCDが発売された。この記録は、日本人による海外ツアーの先駆けの様子を記録した資料としても貴重である。
2013年には、ひばりが芸能生活35周年として1981年に出演したテレビ番組『ザ・スター』を映像補正の上、編集した作品『ザ・スター美空ひばり』が公開された。フジテレビの倉庫で発見された、同番組の未放送部分を含むマスター収録テープをデジタル技術で復活させ、ひばりの代表曲や同番組でのみ披露された未発表曲「ウォーク・アウェイ〜想い出は涙だけ〜」を歌いあげるひばりの姿がスクリーンで上映された。
2016年5月29日、未発売音源の「さくらの唄」をCD化し発売。1976年7月1日に発売されたシングルとは別バージョンとなっている。
2019年5月29日の日本コロムビアの発表によると、レコード・CDなどの物理メディアの総売上（2019年5月1日時点での累計出荷枚数）は約1億1700万枚に達する。この数字にはインターネット配信での売上は含まれていない。内訳はアナログレコードがシングル4850万枚、アルバム2150万枚。カセットテープが2650万枚、8トラックテープが900万本、CDが1150万枚である。日本を代表する伝説的ボーカリストとして、多くのアーティストやタレントに影響を及ぼし、企画盤や未発表曲が定期的に発表、ビデオ上映コンサートも開催されるなど、永遠の歌姫として根強い人気を獲得している。
2019年9月29日放送のNHKスペシャルでは、過去の膨大な映像や音源を元に、最新のAI技術を用いてひばりのライブを再現する試みが行われた。4K・3Dの等身大のホログラム映像でステージ上に“本人”を出現させ、ヤマハが開発した深層学習技術を用いた歌声合成技術『VOCALOID:AI』により新たに制作された楽曲「あれから」（作詞:秋元康・作曲:佐藤嘉風）を歌わせる様子が放送された。CGによるひばりの振り付けは天童よしみのモーションを元にしている。
2019年12月31日放送のNHK紅白歌合戦でも、上記AIによるライブが行われた。

## 評価
没後の1989年7月、長年の歌謡界に対する貢献を評価され、女性として初めてとなる国民栄誉賞を受賞（歌手としてはひばりと藤山一郎の2人のみ）し、息子の加藤和也と付き添いとして萬屋錦之介が授賞式に出席した。その後も和也はひばりプロダクションの社長として、ひばりの楽曲管理や様々な顕彰活動（下記）に関わることになった。
「彼女が凄いのは『縁起が悪い』を歌詞にしてしまう所ですよね。普通だったら恥ずかしくて歌えないのに、歌唱力をもって照れずに歌うから笑えない。人に聞くとひばりさんは面倒見がよかったらしいんですよね。つまり、自分の後継者や崇拝者を作れない人は、それ以上大きくなれないんじゃないかと。ロックだろうと演歌だろうと外人だろうと全部同じですよ。そういった意味であの人は偉大だったと思います」（石井竜也）
「世界一ピッチが良い人です。マトリックスよりピッチが安定している」（奥田民生）

## エピソード
- ひばりは生前、芸能界で公私にわたり親しかった人物として俳優では、中村錦之助、大川橋蔵、林与一、映画監督では、マキノ雅弘、渡辺邦男、沢島忠、歌手では、橋幸夫、北島三郎、西郷輝彦、森進一、恩人としては伊志井寛、三島由紀夫、岡田茂らの名前を挙げている[70]。
- ひばりは各界の大物スターたちとの交友が深かったが、特に王貞治とは『義姉弟』（王貞治本人談）というほど、肝胆相照らす仲であった。金田正一とも親しかった[71]。
- 無名時代の牧伸二がひばりの地方巡業公演で前座を務めていた際、牧の漫談が会場を湧かせる場面をひばりとその母（加藤喜美枝）が見てこれを気に入り、ひばり母子は「牧さんはすぐにスターになりますよ。見ていてご覧なさいな」と関係者に後年のブレークを予見する発言をしていたという[72]。
- 大阪・北野劇場に「美空ひばりショー」で来演したひばりのお芝居の相手役（東京公演では津川雅彦が演じた役）を当時同劇場の専属コメディアンで売り出し中の大村崑が抜擢されたが、大村が登場する度に馴染みの観客が笑うので母・喜美枝の怒りに触れて大村は下ろされる（その後その役は堺駿二が務めた）。大村はその時の悔しさを忘れなかった。それから年月が経ち、1970年9月3日から9月27日に新宿コマ劇場で香山武彦と共演[73] した際に「弟がお世話になってます」と、ひばりから食事の招待を受ける。ここぞとばかりに当時のことを母・喜美枝に話すと「崑さん、お嬢も今まで沢山いじめられてきたのよ。あなたは私だけでしょ。」と慰められる。すると、ひばりが大村のためだけに耳元で「柔」を熱唱した。それに感激した大村は全てのことを水に流したと言う。その時、ひばりから贈られたお守りは肌身離さず大切にしている。
- 1984年の「第35回NHK紅白歌合戦」は、紅組トリおよび大トリの都はるみの引退ステージ（後に復帰）となったが、都の歌唱後に総合司会の生方恵一が都の名前を「ミソラ」と言い間違えてしまった（生方恵一#ミソラ事件を参照）。ひばりは上記の通り、1973年以降紅白には出場依頼が来ても受けなくなるなど確執があったがこの時、親友の浅丘ルリ子らと自宅のテレビで紅白を観ており、「あっ! ウブさん、今変なこと言ったよ」と浅丘と思わず顔を見合わせた後、「ウブさんったら、私のことホント好きなんだから」と苦笑いしたという。この場面をテレビで見ていたひばりの関係者は、「お嬢、大変なことが起きた!」と叫んだとされる。その後ひばりは「ウブさんがあれでNHKをクビになるんだったら、私が一生食べさせてあげなきゃ」とも話した。
- 日本中央競馬会に馬主として登録したこともあり、「タケシコオー」という牝馬を走らせていた。
- デビュー当初のサトウハチローや服部良一から、飯沢匡に至るまで批判的な言論も連綿と続き、逝去の直後には日本的慣例に関して小林信彦が批判を発表した。もっとも、才能を全面的に否定するものは少なく、小林の批判も没後の一億総服喪的な過剰報道に対する反発から書かれたものであり、ここではモダニズムの要素も多分に持っていたひばりの才能が日本的にウェットな演歌のカテゴリーに押し込められていったことへの疑問が呈されている。
- 1981年7月29日に実母・喜美枝が亡くなり、火葬場にて最後の別れが終わった後、母の入った棺がかまどの中に入る際、ひばりは大きな叫び声をあげながら本気で一緒にかまどの中に向かおうとした。参列していた高倉健と萬屋錦之介に強く制止され、ひばりはずっと号泣していたという[74]。
- 基本的に芸人との交流はなかったが息子の和也が大ファンであったとんねるずだけは認めており晩年は弟のように可愛がって2人のことをタカ、ノリと呼び、2人もひばりのことを「御嬢」と呼んで慕っていた。テレビでの共演は『とんねるずのみなさんのおかげです』にVTRで会話をしたのと、ひばり50歳の時にとんねるずがお祝いに駆けつけ両頬にとんねるずのキスを受けている。ラジオでは『とんねるずのオールナイトニッポン』にひばりが乱入し2時間ジャックした。
- 親友であった中村メイコと赤坂近辺をハシゴしていた時、二軒目で寄った屋台の味を気に入り、居眠りしていた屋台の主人に「私の家、この坂を上った近くにあるんだけど、うちの前まで屋台引っ張って行ってくれない？」とお願いしたが、主人に断られてしまった為、居眠りしていた主人を放ったまま、ひばりが屋台の前を、メイコが後ろを押しながらひばり邸の前まで屋台を持って行き、そこで二人で食べた三倍の値段の代金を屋台に置き、屋台を放置したまま、また二人で夜通しハシゴしたという逸話をメイコ自身が話している。
- ある晩、緊急の用事でタクシーに乗ってメイコ宅へ行き、目的地に着いた時に、財布を忘れてきたことに気付いたひばりは、「私は美空ひばりですが、財布を忘れてきたので、お金を（友人から）借りてきます」とタクシーの運転手に事情を話したが、この時のひばりは化粧をしておらず、普段よりも地味な顔つきだったため、運転手は相手の女性が美空ひばりだとは信じようとはしなかった。しかし、困ったひばりが何とか信じてもらおうとして、持ち歌の「リンゴ追分」を歌い出すと、運転手はその歌声が間違いなく美空ひばり本人の声であることを即座に理解した。ひばりが歌い終わった後、感激した運転手は、「お金を出してもなかなか聴けないひばりさんの生の歌をただで聴かせてもらえたのですから、料金はいただかなくて結構です」と言って、料金を取らずに帰って行ったという。このエピソードは1985年に出演した「徹子の部屋」でひばり本人が話しているほか、後年メイコも回顧している。
- ちあきなおみの歌唱力をほとんど唯一「私に匹敵する」と高く評価していた。
- 戦後間もない頃のものとはいえ、楽屋で秋刀魚を焼いて食べていた写真が残されている。
- 帝国劇場で興行をしていた際、「あの音はなんなの？」と不快感を示した。その音の正体は、帝国劇場の南側を通っていた当時の営団有楽町線であった。それを聞いた営団側は、すぐに車両の振動が構造物に伝わらない軌道構造を開発し、振動を地下に逃がすようにしたという[75]。

- 三遊亭圓歌 (当時は二代目三遊亭歌奴)と四代目三遊亭金馬(後の三遊亭金翁 (2代目))が三遊亭歌笑の通夜で受付をしていた時、当時6歳のひばりがやって来て「この度は歌笑さんがとんだ事で誠に甚だ失礼ですが、これをお受け取り下さい」と香典袋を差し出した。後年、三遊亭圓歌は「昭和の名人たち」で歌笑を取り上げた下りで語り、「6つでこれだけの事が言えたんだよ。凄いでしょう？」と感心していた。

## ひばりの作詞
ひばりが作詞し、生前に曲がついたものは22曲ある。そのうち18曲は自ら歌唱し、『花のいのち』『太陽と私』『木場の女』『ロマンチックなキューピット』『真珠の涙』などの作品はシングル発売された。
1966年に『夢見る乙女』を作詞し、可愛がっていた弘田三枝子へ提供した。ペンネームで「加藤和枝」の名前を使用した。その際ひばりは敢えてシングルB面での発売を要請したという。また、『十五夜』『片瀬月』『ランプの宿で』の3曲は生涯に渡って実妹のように可愛がっていた島倉千代子に提供された。
『夢ひとり』をイルカが作曲し、ひばりの歌唱で1985年5月にシングルがリリースされている。後年イルカ盤も制作され、2002年5月にマキシシングルとしてリリースされた。

### 生前に書き残し没後リリースされた詩
「草原の人」をつんくが作曲し松浦亜弥が歌った（2002年12月CD化）。筆名は「加藤和枝」。またこの表題の松浦主演ミュージカル（2003年2月7日 - 2月23日）も演じられた（DVD化）。さらに派生してこの表題の美空ひばり評伝本（ISBN 4-7958-3952-2）も出版された。
2010年に生前交流があった岡林信康が、ひばりが岡林に送った1通の手紙に書かれていた歌詞から、「レクイエム-麦畑のひばり-」（作詞：美空ひばり/補作詞・作曲：岡林信康）という楽曲を制作し、岡林のカバー・アルバム『レクイエム~我が心の美空ひばり~』に収録された。

## 息子・和也
1980年代、少年時代の和也がビートたけしの大ファンだったため、テレビでたけしと共演した際「息子が会いたがっているのよ」と強引に自宅へ連れ帰ったことがある。その一部始終もテレビで放送された。とんねるずも大ファンだったことから、和也の誕生会にとんねるずの二人を呼んだというエピソードがある。さらに、前述のように『とんねるずのオールナイトニッポン』の生放送中にも急遽出演し、「お嬢」「タカ」「ノリ」と呼び合えるほどの親交を深めた関係であった。
現在（2018年時点）、ひばりプロダクションの代表取締役社長を和也が務める。
コロッケが、小学生時代の和也に接するひばりのものまねをしたことがあった。
「ダウンタウンDX」で和也が誕生日に当時ファンだった仮面ライダー全員がひばりの力で家に集合し圧巻だったと語った。

## 主な代表的作品
下記に主な代表作を記述する。詳細は 公式サイト の全映画出演作・ディスコグラフィリストを参照。

### ひばり代表曲・シングル売上

#### 2000年5月現在
1. 柔（1964年） - 190万枚　※第7回日本レコード大賞受賞曲
2. 川の流れのように（1989年） - 150万枚　※第31回日本レコード大賞特別栄誉歌手賞受賞曲
3. 悲しい酒（1966年） - 145万枚
4. 真赤な太陽（1967年） - 140万枚
5. リンゴ追分（1952年） - 130万枚
6. みだれ髪（1987年）
7. 港町十三番地（1957年）
8. 波止場だよ、お父つぁん（1956年）
9. 東京キッド（1950年）
10. 悲しき口笛（1949年） - 50万枚[76]

（シングル売上は再発盤を含む。2000年5月現在、日本コロムビア調べによる）
順位・枚数の出典は、「あのころ番付 ひばり『柔』は190万枚」『日経プラスワン』2000年6月24日付、1頁。

#### 2019年現在
1. 川の流れのように（1989年） - 205万枚[77]
2. 柔（1964年） - 195万枚[77]
3. 悲しい酒（1966年） - 155万枚
4. 真赤な太陽（1967年） - 150万枚
5. リンゴ追分（1952年） - 140万枚
6. みだれ髪（1987年） - 125万枚
7. 港町十三番地（1957年） - 120万枚
8. 東京キッド（1950年） - 120万枚
9. 悲しき口笛（1949年） - 110万枚
10. 波止場だよ、お父つぁん（1956年） - 110万枚

2019年3月集計、日本コロムビアの発表による出荷枚数（概数）。
順位・枚数の出典は、美空ひばり没後３０年、最も愛される曲は…　上位３０曲、命日２４日に発売 (1/2ページ)、産経ニュース、2019.6.18 10:25。

### 主な出演映画
- のど自慢狂時代（1949年3月28日、大映）デビュー作
- びっくり5人男（ラッキー100万円）（1949年6月7日、新東宝・吉本映画）
- 踊る龍宮城（1949年7月26日、松竹）
- あきれた娘たち（1949年10月10日、新東宝）
- 悲しき口笛（1949年10月19日、松竹）
- おどろき一家（1949年12月13日、太泉映画）
- ホームラン狂時代（1949年12月13日、東横映画）
- ヒットパレード（1950年2月14日、東映）
- 憧れのハワイ航路（1950年4月1日、新東宝）
- 放浪の歌姫（1950年4月8日、松竹）
- 続・向う三軒両隣 第三話・第四話（1950年4月9日・5月7日、新東宝）
- エノケンの底抜け大放送（1950年4月23日、新東宝）
- 青空天使（1950年5月20日、太泉映画・東映）
- 南海の情火（1950年6月4日、南海映画[78]） - のど自慢大会の会場で「涙の紅バラ」を歌う少女 役 [79][注釈 11]
- 懐しの歌合戦（1950年8月12日、松竹）
- 東京キッド（1950年9月9日、松竹） - マリ子 役
- 左近捕物帖 鮮血の手型（1950年12月2日、松竹） - みどり 役
- 黄金バット 摩天楼の怪人（1950年12月23日、新映画）
- とんぼ返り道中（1951年1月3日、松竹） - 蝶松 役
- 父恋し（1951年3月9日、松竹） - 恵美子 役
- 泣きぬれた人形（1951年5月19日、松竹） - アヤ子 役
- 鞍馬天狗 角兵衛獅子（1951年7月12日、松竹） -　杉作 役
- 母を慕いて（1951年7月27日、松竹） - 弥生 役
- ひばりの子守唄（1951年9月21日、大映） - ひばり／すみれ 役
- 鞍馬天狗 鞍馬の火祭（1951年10月12日、松竹） - 杉作 役
- あの丘越えて（1951年11月1日、松竹） - 白濱萬里子 役
- 陽気な渡り鳥（1952年1月1日、松竹） - 岡本みどり 役
- 鞍馬天狗 天狗廻状（1952年3月27日、松竹） - 杉作 役
- 月形半平太（1952年5月29日、松竹） - 舞妓雛菊 役
- 悲しき小鳩（1952年7月15日、松竹） - 小野まり子 役
- 牛若丸（1952年9月17日、松竹） - 牛若丸／桔梗 役
- 二人の瞳（1952年10月23日、大映） - 阿部マリ枝 役
- リンゴ園の少女（1952年11月20日、松竹） - マルミ 役
- ひばり姫初夢道中（1952年12月29日、松竹） - ひばり姫 役
- 姉妹（1953年4月29日、松竹） - 犬養美鳩 役
- 陽気な天使（1953年5月27日、松竹） - ゆかり 役
- ひばり捕物帖 唄祭り八百八町（1953年7月14日、松竹） - おみよ 役
- 花形歌手 七つの歌（1953年7月14日、松竹）
- 悲しき瞳（1953年8月19日、松竹） - 田辺瞳 役
- 山を守る兄弟（1953年10月27日、松竹） - 玉置大三郎 役
- お嬢さん社長（1953年12月29日、松竹） - 小原マドカ 役
- ひよどり草紙（1954年2月10日、松竹） - 玉木早苗 役
- 伊豆の踊子（1954年3月31日、松竹） - 踊子薫 役
- 唄しぐれ おしどり若衆（1954年5月3日、東映） - 雪路 役
- 青春ロマンスシート 青草に坐す（1954年6月8日、松竹） - 新庄翠 役
- びっくり五十三次（1954年8月11日、松竹） - ちゃっかりお夏 役
- 八百屋お七 ふり袖月夜（1954年9月7日、東映） - 八百屋お七 役
- 若き日は悲し（1954年9月29日、松竹） - 園田恵子／美空ひばり 役
- 歌ごよみお夏清十郎（1954年11月1日、新東宝） - お夏 役
- 七変化狸御殿（1954年12月29日、松竹） - お花 役
- 大江戸千両囃子（1955年1月9日、東映） - 中村小春 役
- 水郷哀話 娘船頭さん（1955年4月10日、松竹） - お光 役
- 青春航路 海の若人（1955年4月19日、東映） - 宮崎雪枝 役
- 歌まつり 満月狸合戦（1955年5月1日、新東宝） - お春／お菊 役
- ふり袖侠艶録（1955年7月5日、東映） - お初 役
- たけくらべ（1955年8月28日、新東宝） - 美登利 役
- ジャンケン娘（1955年11月1日、東宝） - 阿佐見ルリ 役
- ふり袖小天狗（1955年11月22日、東映） - お澄／小夜姫 役
- 笛吹若武者（1955年12月4日、東映） - 玉織姫 役
- 唄祭り江戸っ子金さん捕物帖（1955年12月27日、新芸プロ・新東宝） - 春駒太夫 役
- 力道山物語 怒濤の男（1955年12月27日、日活） - 美空ひばり 役
- 旗本退屈男 謎の決闘状（1955年12月28日、東映） - 美保 役
- 歌え!青春 はりきり娘（1955年12月28日、東宝） - 美空ひばり／野溝トミコ 役
- 銭形平次捕物控 死美人風呂（1956年2月11日、大映） - お鶴 役
- おしどり囃子（1956年5月11日、東映） - おたね 役
- 恋すがた狐御殿（1956年5月17日、宝塚映画） - まろや／ともね 役
- 宝島遠征（1956年7月20日、東映） - 娘人形師／桃太郎 役
- ロマンス娘（1956年8月15日、東宝） - ルミ子 役
- ふり袖太平記（1956年10月9日、東映） - 小浪 役
- ふり袖捕物帖 若衆変化（1956年11月7日、東映） - お七／妙姫 役
- 鬼姫競艶録（1956年12月18日、新東宝） - 綾姫 役
- 銭形平次捕物控 まだら蛇（1957年1月3日、大映） - お吉 役
- 大江戸喧嘩纏（1957年1月9日、東映） - お雪 役
- 旗本退屈男 謎の紅蓮塔（1957年1月15日、東映） - 千代乃 役
- ふり袖捕物帖 ちりめん駕篭（1957年3月20日、東映） - お七 役
- ロマンス誕生（1957年5月15日、宝塚映画） - 美空ひばり 役
- おしどり喧嘩笠（1957年5月22日、新芸術プロ） - お才 役
- 怪談番町皿屋敷（1957年7月13日、東映） - お菊 役
- 大当り三色娘（1957年7月13日、東宝） - 根室エリ子 役
- 青い海原（1957年7月30日、東映） - はるみ 役
- ふり袖太鼓（1957年9月1日、東映） - 百合姫 役
- ひばりの三役 競艶雪之丞変化（1957年11月17日、新東宝） - 雪之丞／闇太郎／お園 役
- 娘十八御意見無用（1958年1月3日、東映） - 小林ひとみ 役
- おしどり駕籠（1958年1月15日、東映） - 小蝶 役
- 大当り狸御殿（1958年2月26日、宝塚映画） - 若君狸吉郎 役
- 丹下左膳（1958年3月18日、東映京都） - 萩乃 役
- ひばり捕物帖 かんざし小判（1958年4月1日、東映） - 阿部川町のお七／妙姫 役
- 恋愛自由型（1958年4月30日、東映） - 小村登紀 役
- 花笠若衆（1958年6月3日、東映） - 江戸家吉三／千代姫 役
- 女ざむらい只今参上（1958年6月29日、東映） - 小田屋のお春（春之輔） 役
- おこんの初恋 花嫁七変化（1958年7月6日、東映） - おこん／お菊 役
- ひばりの花形探偵合戦（1958年8月6日、東映） - 杉原由起子 役
- 希望の乙女（1958年9月10日、東映） - 美原さゆり 役
- 隠密七生記（1958年10月1日、東映） - 墨江 役
- ひばり捕物帖 自雷也小判（1958年11月19日、東映） - 阿部川町のお七／妙姫 役
- 娘の中の娘（1958年12月9日、東映） - 西方桂子 役
- 唄祭りかんざし纏（1958年12月27日、東映） - お春 役
- いろは若衆 ふり袖ざくら（1959年1月9日、東映） - 菊太郎 役
- 忠臣蔵 櫻花の巻・菊花の巻（1959年1月15日、東映） - おたか 役
- 鞍馬天狗（1959年2月4日、東映） - 小染 役
- 東京べらんめえ娘（1959年3月17日、東映） - 太刀川紀代子 役
- 孔雀城の花嫁（1959年4月8日、東映） - 和姫 役
- 紅だすき喧嘩状（1959年4月15日、東映） - 幸 役
- お染久松 そよ風日傘（1959年7月7日、東映） - お染／お光 役
- 水戸黄門 天下の副将軍（1959年7月12日、東映） 鞆江 役
- 江戸っ子判官とふり袖小僧（1959年7月26日、東映） - 振袖小僧おえん 役
- 血斗水滸伝 怒濤の対決（1959年8月9日、東映） - 八千草 役
- いろは若衆 花駕籠峠（1959年9月6日、東映） - お雪（雪太郎） 役
- べらんめえ探偵娘（1959年9月23日、東映） - 相川恵美子 役
- ひばり捕物帖 ふり袖小判（1959年11月15日、東映） - お七／妙姫 役
- べらんめえ芸者（1959年12月6日、東映） - 小春 役
- ひばり十八番 弁天小僧（1960年1月3日、東映） - 弁天小僧菊之助 役
- 殿さま弥次喜多（1960年1月15日、東映） - お君 役
- 続べらんめえ芸者（1960年3月1日、東映） - 小花 役
- ひばりの森の石松（1960年3月29日、東映） - 森の石松／お君 役
- ひばり十八番 お嬢吉三（1960年4月26日、東映） - お嬢吉三 役
- ひばり捕物帖 折鶴駕籠（1960年7月6日、東映） - お七／妙姫 役
- 続々べらんめえ芸者（1960年8月7日、東映） - 松の家小春 役
- 風流深川唄（1960年9月13日、東映） - おせつ 役
- 庄助武勇伝 会津磐梯山（1960年10月9日、東映） - お光 役
- 天竜母恋い笠（1960年10月23日、東映） - お春／新太郎 役
- 孤剣は折れず 月影一刀流（1960年12月11日、東映） - 加寿姫 役
- べらんめえ芸者罷り通る（1961年1月9日、東映） - 小春 役
- 花かご道中（1961年1月21日、東映） - お弥重 役
- 緋ざくら小天狗（1961年4月25日、東映） - お俊 役
- 白馬城の花嫁（1961年5月17日、東映） - お君 役
- 魚河岸の女石松（1961年5月31日、ニュー東映） - 加納佳子 役
- ひばり民謡の旅 べらんめえ芸者佐渡へ行く（1961年8月5日、ニュー東映） - 小春 役
- 幽霊島の掟（1961年8月13日、東映） - 宋桃蘭 役
- 花のお江戸のやくざ姫（1961年9月13日、東映） - 月姫 役
- 風の野郎と二人づれ（1961年10月7日、ニュー東映） - 飯倉佐代美 役
- べらんめえ中乗りさん（1961年10月22日、ニュー東映） - 佐渡伸子 役
- 銀座の旅笠（1961年11月22日、ニュー東映） - 飯倉佐代美 役
- ひばりのおしゃれ狂女（1961年12月15日、東映） - お美津 役
- ひばり・チエミの弥次喜多道中（1962年1月3日、東映） - お君 役
- べらんめえ芸者と大阪娘（1962年2月7日、東映） - 小春／真弓 役
- 千姫と秀頼（1962年3月25日、東映） - 千姫 役
- 民謡の旅桜島 おてもやん（1962年5月1日、東映） - 花園ゆめみ 役
- ひばりの母恋いギター（1962年8月12日、東映） - 津山君江 役
- 三百六十五夜（1962年9月9日、東映） - 小牧蘭子 役
- ひばりの佐渡情話（1962年10月6日、東映） - 佐藤君江 役
- ひばりの花笠道中（1962年10月27日、東映） - 賽の目新太／お君 役
- お坊主天狗（1962年11月2日、東映） - 小染 役
- 勢揃い東海道（1963年1月3日、東映） - お新 役
- 旗本退屈男 謎の竜神岬（1963年1月9日、東映） - 季芳蘭 役
- ひばり・チエミのおしどり千両傘（1963年1月9日、東映） - 貴美姫 役
- べらんめえ芸者と丁稚社長（1963年1月23日、東映） - 松廼家小春 役
- 夜霧の上州路（1963年4月6日、東映） - お絹 役
- 民謡の旅 秋田おばこ（1963年6月9日、東映） - 琴川原雪子 役
- 残月大川流し（1963年9月8日、東映） - 隼のおぎん 役
- おれは侍だ 命を賭ける三人（1963年9月14日、東映） - 愁月尼 役
- ひばり・チエミ・いづみ 三人よれば（1964年5月16日、東宝） - 美川喜美枝 役
- 新蛇姫様 お島千太郎（1965年9月18日、東映） - お島／琴姫 役
- 小判鮫 お役者仁義（1966年1月26日、東映） - 中村雪之丞／軽業お七 役
- のれん一代 女侠（1966年4月13日、東映） - 堀江美禰 役
- 祇園祭（1968年11月23日、松竹） - 町衆 役
- ひばり・橋の花と喧嘩（1969年7月5日、松竹） - 寺田夏子／寺田春子／笹川お辰 役
- 美空ひばり・森進一の花と涙と炎（1970年1月15日、松竹） - 藤花霞 役
- 花の不死鳥（1970年7月1日、松竹） - 瀬戸香 役
- ひばりのすべて（1971年11月20日、東宝・日本コロムビア）
- 女の花道（1971年11月20日、東宝） - おきみ 役
- なつかしの映画歌謡史（1974年6月22日、松竹）

など多数。

## ディスコグラフィー

### シングル
|     | 発売日         | タイトル                                          | 型番               | 備考 |
| --- | -------------- | ------------------------------------------------- | ------------------ | --- |
| 1   | 1949年8月10日  | 河童ブギウギ                                      | A570               | A面は霧島昇『楽しいささやき』 |
| 2   | 1949年9月10日  | 悲しき口笛                                        | A622               | B面は池眞理子『ブギにうかれて』 |
| 3   | 1950年3月20日  | 涙の紅バラ/私のボーイフレンド                     | A736               | |
| 4   | 1950年5月1日   | 青空天使/ひばりが唄えば                           | A814               | |
| 5   | 1950年6月15日  | 白百合の歌                                        | A823               | B面は高峰麻梨子『紫色の湖』 |
| 6   | 1950年6月15日  | 橋のたもとで                                      | A826               | A面は池眞理子『スヰング娘』 |
| 7   | 1950年7月20日  | 東京キッド/浮世航路                               | A857               | |
| 8   | 1950年9月20日  | 裏町パラダイス/拳銃ブギ                           | A943               | |
| 9   | 1950年10月15日 | 夜霧ふたたび                                      | A917               | B面は黒木曜子『哀愁のタンゴ』 |
| 10  | 1950年11月10日 | ちゃっかり節/誰か忘れん                           | A972               | |
| 11  | 1950年12月1日  | 越後獅子の唄/あきれたブギ                         | A1000              | |
| 12  | 1951年2月15日  | 私は街の子/ひばりの花売娘                         | A1077              | |
| 13  | 1951年2月15日  | ピアノとヴァイオリン/父に捧ぐる唄                 | A1317              | |
| 14  | 1951年4月1日   | 銀ブラ娘                                          | A1126              | B面は藤山一郎・二葉あき子『銀座コンガ』                                                                                                 |
| 15  | 1951年4月25日  | 泥んこブギ/愛の明星                               | A1127              | 映画『泣きぬれた人形』主題歌 |
| 16  | 1951年6月15日  | 角兵衛獅子の唄/京の春雨                           | A1166              | |
| 17  | 1951年7月1日   | 裏町のカナリヤ/街角の風船屋                       | A1136              | |
| 18  | 1951年7月10日  | 母を慕いて (祇園人形)/京小唄                      | A1172              | 近江俊郎とデュエット |
| 19  | 1951年8月1日   | 陽気なボンボン売り/私は街のメッセンジャー         | A1155              | |
| 20  | 1951年8月20日  | みなし子の歌                                      | A1173              | B面は月丘夢路『戀のサンバ』 |
| 21  | 1951年9月10日  | 父恋し母恋し/おさげとまきげ                       | A1251              | |
| 22  | 1951年10月10日 | 頬寄せて                                          | A1260              | 鶴田浩二とデュエット。B面は鶴田浩二『花薫る東京』                                                                                       |
| 23  | 1951年10月25日 | あの丘越えて/街に灯がとぼる頃                     | A1280              | |
| 24  | 1951年10月25日 | 夢の花かげ                                        | A1281              | 鶴田浩二とデュエット。A面は鶴田浩二『思ひ出せないことばかり』                                                                           |
| 25  | 1951年12月25日 | 陽気な渡り鳥/涙のはぐれ鳥                         | A1301              | |
| 26  | 1952年3月10日  | いで湯の灯                                        | A1344              | B面は鶴田六郎・久保幸江『湯の町小唄』                                                                                                   |
| 27  | 1952年3月20日  | 旅の角兵衛獅子/みなしごの夢                       | A1380              | |
| 28  | 1952年4月20日  | 牛若丸/涙の白桔梗                                 | A1390              | |
| 29  | 1952年5月1日   | リンゴ園の少女/リンゴ追分                         | A1420              | |
| 30  | 1952年5月10日  | 月形半平太の唄/祇園夜曲                           | A1414              | |
| 31  | 1952年7月1日   | 悲しき小鳩/旅のサーカス                           | A1450              | |
| 32  | 1952年8月15日  | お祭りマンボ/月の幌馬車                           | A1490              | |
| 33  | 1952年9月10日  | こだまは歌うよ/晩香玉 (ワンシャンユイ) の花咲く宵 | A1500              | |
| 34  | 1952年10月10日 | 二人の瞳/夢は天国                                 | A1520              | |
| 35  | 1952年10月15日 | バイ・バイ・ハワイ/ふるさとの瞳                   | A1498              | |
| 36  | 1952年11月1日  | びっこの七面鳥/ひとりぼっちのクリスマス           | A1537              | |
| 37  | 1952年12月15日 | 初夢道中/乙女旅                                   | A1591              | |
| 38  | 1953年1月15日  | 馬っこ先生/津軽のふるさと                         | A1573              | |
| 39  | 1953年2月15日  | チューチューマンボ/バラ色の船                     | A1589              | |
| 40  | 1953年3月5日   | 歌がはづめば/乙女ごころの唄                       | A1641              | |
| 41  | 1953年3月5日   | 春のサンバ/私はシンデレラ                         | A1642              | |
| 42  | 1953年4月5日   | 流れのギター姉妹/私の誕生日                       | A1643              | |
| 43  | 1953年4月5日   | バラ色の乙女たち/すずらん峠                       | A1650              | |
| 44  | 1953年5月25日  | 小さな水溜り/パパは話がわかる                     | A1695              | |
| 45  | 1953年6月1日   | 唄祭り八百八丁/お小姓すがた                       | A1696              | |
| 46  | 1953年6月1日   | 上海/エル・チョクロ                               | JL41               | |
| 47  | 1953年6月1日   | アゲイン                                          | JL42               | B面はジョージ島袋『第三の男』 |
| 48  | 1953年6月15日  | 赤い花束一人で抱いて/誰でしょう                   | A1684              | |
| 49  | 1953年8月10日  | チャルメラそば屋/ゆうべはどうしたの               | JL50               | |
| 50  | 1953年8月10日  | シャボン玉の乙女/悲しき瞳                         | A1736              | |
| 51  | 1953年9月15日  | 山葡萄みのる頃/山を守る兄弟                       | A1777              | |
| 52  | 1953年11月15日 | タンゴに二人を/スターダスト                       | JL65               | |
| 53  | 1953年12月1日  | ジングル・ベル/クリスマス・ワルツ                 | JL68               | |
| 54  | 1953年12月1日  | 若い歌声/悲しきおもかげ                           | A1819              | |
| 55  | 1953年12月10日 | 会津磐梯山                                        | A1820              | A面は神楽坂はん子『そうらん節』 |
|     | 1953年12月10日 | 茶切節                                            | A1823              | B面は神楽坂玉枝『草津節』 |
| 56  | 1953年12月10日 | 可愛いティティナ/たゞ何となく                     | JL69               | |
| 57  | 1954年1月15日  | 楽しい日曜日/星影の愁い                           | A1828              | |
| 58  | 1954年1月20日  | ひよどり草紙/鳥笛吹けば                           | A1857              | |
| 59  | 1954年3月1日   | 江戸ッ子マンボ/ふるさとの月                       | A1903              | |
| 60  | 1954年3月15日  | 雨によせて/娘とリボン                             | JL82               | |
| 61  | 1954年3月20日  | 伊豆の踊り子/いでゆの里                           | A1920              | |
| 62  | 1954年5月1日   | あまんじゃくの歌/旅路のはて                       | A1963              | |
| 63  | 1954年5月15日  | ひばりのマドロスさん/さよなら波止場               | A1945              | 第5回NHK紅白歌合戦披露曲。 |
| 64  | 1954年5月15日  | 花のオランダ船/母恋い扇                           | A2033              | |
| 65  | 1954年6月1日   | お針娘ミミーの日曜日/ひばりの冒険                 | A2035              | |
| 66  | 1954年6月15日  | 日和下駄/心ブラお嬢さん                           | A1967              | |
| 67  | 1954年7月10日  | 牧場は牛ばかり/私のスヰートホーム                 | JL99               | |
| 68  | 1954年7月20日  | 旅のチャリンコ娘                                  | A2059              | A面は高田浩吉『五十三次待つたなし』 |
| 69  | 1954年8月1日   | 明玉夕玉/珠姫物語                                 | A2102              | |
| 70  | 1954年8月20日  | 八百屋お七/恋の折鶴                               | A2103              | |
| 71  | 1954年9月15日  | ブラジルの花嫁さん/ふるさとの路                   | A2130              | |
| 72  | 1954年11月1日  | お夏清十郎/おしどり花笠                           | A2156              | |
| 73  | 1954年12月10日 | スッチョン節/むすめ島唄                           | A2163              | |
| 74  | 1954年12月10日 | 陽気なバイヨン/ひとりぼっちのお月様               | A2188              | |
| 75  | 1955年1月15日  | 花かるたいろは道中/波の子守唄                     | A2193              | |
| 76  | 1955年1月20日  | 千両舞すがた/お役者道中                           | A2213              | |
| 77  | 1955年3月10日  | 娘船頭さん/あやめ踊り                             | A2227              | |
| 78  | 1955年3月15日  | 湯島月夜                                          | A2235              | B面は霧島昇『さすらい役者』 |
| 79  | 1955年4月15日  | あの日の船はもう来ない/さすらいの雨               | A2254              | |
| 80  | 1955年4月15日  | 薔薇色の人生/A列車で行こう                        | JL131              | |
| 81  | 1955年5月10日  | 明るい唄声/初恋の小径                             | A2304              | |
| 82  | 1955年5月15日  | ひばりの三度笠/花の投げ節                         | A2273              | |
| 83  | 1955年6月10日  | むすめ旅笠/お江戸手まり唄                         | A2302              | |
| 84  | 1955年7月15日  | エスキモーの娘/灰色のワルツ                       | A2310              | |
| 85  | 1955年8月1日   | 越後獅子/娘道成寺                                 | C319               | |
| 86  | 1955年8月10日  | 我が家の灯                                        | A2364              | B面は伊藤久男『海の歌』 |
| 87  | 1955年8月15日  | 山の小駅/風が泣いてる                             | A2333              | |
| 88  | 1955年9月20日  | 恋の曾根崎/お染久松                               | A2388              | |
| 89  | 1955年11月1日  | 素適なランデブー/誰も知らない                     | A2408              | |
| 90  | 1955年11月10日 | あなたと旅をすれば/小夜姫旅姿                     | A2409              | |
| 91  | 1955年11月15日 | わたしゃ糸屋の器量よし/娘木遣くづし               | A2390              | |
| 92  | 1955年11月20日 | 花売馬車                                          | A2431              | B面は伊藤久男『ノサップ岬に立ちて』 |
| 93  | 1955年12月1日  | 青葉の笛/扇の舞                                   | A2434              | |
| 94  | 1956年1月5日   | ひばりのチャチャチャ/ペンキ塗りたて               | A2454              | |
| 93  | 1956年1月10日  | 怒濤の男/栄冠目指して                             | A2433              | |
| 94  | 1956年2月1日   | 旅の軽業娘/お江戸八丁堀                           | A2478              | |
| 95  | 1956年4月15日  | ひばりの船唄/さすらいのチャング                   | A2505              | |
| 96  | 1956年4月20日  | おしどり囃子/花見獅子                             | A2545              | |
| 97  | 1956年5月1日   | 狐と笛吹き/春方様まいる                           | A2546              | |
| 98  | 1956年5月1日   | 愛のタンゴ/愛さないなら棄てて                     | JL173              | |
| 99  | 1956年6月15日  | ワンワン物語/哀愁のサンバ                         | A2552              | |
| 100 | 1956年8月1日   | 桃太郎行進曲/桃の祭り                             | A2600              | |
| 101 | 1956年8月1日   | アルプスの娘たち/やくざ若衆祭り唄                 | A2601              | |
| 102 | 1956年9月15日  | 泣き虫ルムバ/青春は花の色                         | A2607              | |
| 103 | 1956年10月1日  | かもめ白波/ふり袖太平記                           | A2644              | |
| 104 | 1956年10月15日 | 君はマドロス海つばめ/港は別れてゆくところ         | A2626              | |
| 105 | 1956年11月1日  | 花は七いろ/若衆変化                               | A2648              | |
| 106 | 1956年11月15日 | 波止場だよ、お父つぁん/初恋い小鳩                 | A2636              | |
| 107 | 1956年12月10日 | 明日は日本晴れ/尾張の馬子唄                       | A2666              | |
| 108 | 1957年1月5日   | むすめ木遣ぶし/喧嘩纏                             | A2668              | |
| 109 | 1957年1月15日  | おばこ吹雪/ジンタ悲しや                           | A2673              | |
| 110 | 1957年2月15日  | 若衆船/十六夜ちどり                               | A2695              | |
|     | 1957年2月15日  | 君はマドロス海つばめ/波止場だよ、お父つぁん       | SA-23              | 再発売。 |
| 111 | 1957年3月10日  | 港町十三番地/伊豆の乗合バス                       | A2750              | |
| 112 | 1957年3月15日  | お祭りマンボ/ひばりの花売娘                       | SA-30              | 再発売。 |
| 113 | 1957年4月1日   | 花見街道/お江戸恋しや                             | A2729              | |
| 114 | 1957年5月10日  | 浜っ子マドロス/みなと踊り                         | A2802              | |
| 115 | 1957年5月15日  | けたぐり音頭/むすめ旅唄                           | A2740              | |
| 116 | 1957年6月15日  | 波止場小僧/夕やけ峠                               | A2800              | |
| 117 | 1957年6月15日  | 港町十三番地/伊豆の乗合バス                       | SA-43              | 再発売。 |
| 118 | 1957年7月1日   | 長崎の蝶々さん/星は知っている                     | A2824              | 第8回NHK紅白歌合戦披露曲。 |
| 119 | 1957年7月20日  | 青い海原/鴎の子守唄                               | A2846              | |
| 120 | 1957年8月1日   | 港町さようなら/それはナイショ                     | HBｰ1001            | |
| 121 | 1957年8月15日  | 波止場小僧/夕やけ峠                               | SA-49              | 再発売。 |
| 122 | 1957年9月1日   | 青春の恋人たち/別れのトロイカ                     | HB-1002            | |
| 123 | 1957年9月15日  | 月夜笛/山の娘                                     | A2871              | |
| 124 | 1957年10月15日 | 長崎の蝶々さん/星は知っている                     | SA-60              | 再発売。 |
| 125 | 1957年11月1日  | 雪之丞変化/江戸の闇太郎                           | A2904              | |
| 126 | 1957年12月10日 | 銀座四丁目/叱らないで                             | A2905              | |
| 127 | 1957年12月10日 | 浜っ子マドロス/娘船頭さん                         | SA-72              | 再発売。 |
| 128 | 1957年12月10日 | 若い季節/誰かしら                                 | A2930              | |
| 129 | 1958年2月15日  | ご機嫌ようマドロスさん/パパの故郷                 | A2967              | |
| 130 | 1958年2月15日  | 初恋い小鳩/港は別れてゆくところ                   | SA-81              | 再発売。 |
| 131 | 1958年3月15日  | 三味線マドロス/急行青森行き                       | A2984              | |
| 132 | 1958年3月20日  | 都々逸（酒は涙か溜息か入り）/槍さび               | A3011              | |
| 133 | 1958年3月20日  | さのさ節/縁かいな                                 | A3012              | |
| 134 | 1958年4月1日   | かんざし小判/初恋い柳                             | A3007              | |
| 135 | 1958年4月15日  | 雪之丞変化/江戸の闇太郎                           | SA-85              | 再発売。 |
| 136 | 1958年4月25日  | 恋愛は自由です/愛の星かげ                         | A3027              | |
| 137 | 1958年5月15日  | 菊五郎格子/おかる道ゆき                           | A3014              | |
| 138 | 1958年6月1日   | ロカビリー剣法/花笠道中                           | A3037、SA-97       | |
| 139 | 1958年6月15日  | 三味線マドロス/急行青森行き                       | SA-95              | 再発売。 |
| 140 | 1958年7月10日  | 女ざむらい只今参上/男はどうして威張るのか         | A3055、SA-107      | |
| 141 | 1958年8月1日   | 白いランチで十四ノット/風に唄えば                 | A3076              | 第9回NHK紅白歌合戦披露曲。 |
| 142 | 1958年8月15日  | 気まぐれ東京っ子/悲しい事は忘れましょう           | A3056              | |
| 143 | 1958年8月15日  | 菊五郎格子/おかる道ゆき                           | SA-108             | 再発売。 |
| 144 | 1958年9月1日   | 歌声は虹の彼方へ/アンデスの山高帽子               | A3090、SA-126      | |
| 145 | 1958年10月10日 | ら・あさくさ                                      | A3100              | A面は島倉千代子・神戸一郎・浅草ゆめ子『浅草おどり』                                                                                     |
| 146 | 1958年11月10日 | 江戸っ子寿司/みなし子つばめ                       | SA-146             | |
| 147 | 1958年12月10日 | 江戸っ子寿司/みなし子つばめ                       | A3121              | 再発売。 |
| 148 | 1958年12月10日 | 春雨/深川                                         | SA-3051            | |
| 149 | 1958年12月10日 | 奴さん/かっぽれ                                   | SA-3054            | |
| 150 | 1959年1月19日  | ふり袖ざくら/いろは若衆                           | A3145              | |
| 151 | 1959年3月15日  | 東京タワー/太陽は今日も輝く                       | A3161              | |
| 152 | 1959年3月20日  | 大川ながし/野菊むすめ                             | SA-173             | |
| 153 | 1959年4月15日  | 若い海若い船/波止場へいこうよ                     | A-3160、SA-174     | |
| 154 | 1959年5月15日  | 泣き虫キッド/口笛の聞こえる波止場                 | SA-184             | |
| 155 | 1959年6月15日  | お姉さんは恋人のよう/失恋もまた楽し               | SA-209             | 小野透とデュエット |
| 156 | 1959年7月1日   | そよ風日傘/ルーラ・ルーラ・ルー                   | A3179、SA-215      | |
| 157 | 1959年7月15日  | 危険な恋人                                        | A3173、SA-217      | B面は小野透『ロード・ショウの夜』 |
| 158 | 1959年7月20日  | ふり袖小僧/星空道中                               | A3183、SA-200      | |
| 159 | 1959年8月15日  | 東京も今夜は雨                                    | A3180、SA-229      | B面は小野透『宝石』 |
| 160 | 1959年8月25日  | 云わぬが花/大川祭り囃子                           | A3191、SA-249      | A面は花房錦一とデュエット |
| 161 | 1959年10月1日  | 恋を待つならバス・ストップ                        | SA-266             | 小野透とデュエット。B面は小野透『若い仲間は夜更けまで』                                                                                 |
| 162 | 1959年11月15日 | 故郷のないつばめさん/ギターよ泣かせないで         | SA-272             | |
| 163 | 1959年12月1日  | つばなの小径                                      | SA-297             | B面は島倉千代子『白い小ゆびの歌』 |
| 164 | 1959年12月10日 | べらんめえ芸者/柳橋しぐれ                         | SA-299             | |
| 165 | 1959年12月25日 | 御存じ弁天小僧/鳶ヒョロヒョロ燕がスイ             | SA-310             | 第10回NHK紅白歌合戦披露曲。 |
| 166 | 1960年3月10日  | さのさブルース/ロカビリー芸者                     | SA-349             | |
| 167 | 1960年3月15日  | 天竜母恋い笠/しゃんこ山唄                         | A3220、SA-325      | |
| 168 | 1960年3月15日  | アロハの港                                        | SA-336             | B面は小野透『俺らの散歩道』 |
| 169 | 1960年4月15日  | 初恋マドロス/ヨコハマ物語                         | SA-364             | |
| 170 | 1960年7月1日   | 哀愁波止場/ひばりの船長さん                       | SA-416             | 第11回NHK紅白歌合戦披露曲。第2回日本レコード大賞・歌唱賞受賞曲。                                                                        |
| 171 | 1960年9月1日   | 泣き笑いのマンボ/かもめとそよ風                   | SA-458             | 泣き笑いのマンボはひばりの作詞。 |
| 172 | 1960年10月15日 | 素敵な今夜/落葉                                   | SA-462             | |
| 173 | 1960年11月5日  | 東京は恋する街/東京デイト                         | SA-490             | |
| 174 | 1961年2月5日   | すたこらマンボ                                    | SA-534             | B面は小野透『馬鹿は死ななきゃなおらねえ』                                                                                               |
| 175 | 1961年2月20日  | 追分道中/絵日傘剣法                               | SA-518             | |
| 176 | 1961年4月5日   | ひばりのドドンパ/車屋さん                         | SA-596             | |
| 177 | 1961年5月20日  | 鼻唄マドロス/小さな波止場町                       | SA-604             | |
| 178 | 1961年6月20日  | 祭り花笠喧嘩旅/気まぐれ風来坊                     | SA-637             | |
| 179 | 1961年8月20日  | テンガロン・ハット/ラースト・ナイト               | SA-674             | |
| 180 | 1961年10月20日 | ひばりの木曽節/裸念仏ぁ岩の上                     | SA-734             | |
| 181 | 1961年12月10日 | ひばりの渡り鳥だよ/旅唄ざんげ                     | SA-755             | 第12回NHK紅白歌合戦披露曲。 |
| 182 | 1961年12月20日 | お嬢さんとこいさん/恋は不思議なもの               | SA-789             | |
| 183 | 1962年3月5日   | 母さんギター/瀬戸の通い船                         | SA-826             | |
| 184 | 1962年4月5日   | ひばりのツイスト/ブルー・ツイスト                 | SA-854             | |
| 185 | 1962年4月20日  | ギター追分/リンゴ郵便                             | SA-836             | |
| 186 | 1962年5月20日  | 愛の讃歌/しびれちゃうの                           | SA-861             | |
| 187 | 1962年6月20日  | サノバイバイ/花の都をあきらめてー船頭小唄入りー   | SA-879             | |
| 188 | 1962年6月20日  | 星影の浜辺/チュッチュッチュッの浜辺               | SA-911             | |
| 189 | 1962年9月5日   | 恋の曼珠沙華/三百六十五夜                         | SA-965             | 第4回日本レコード大賞・編曲賞受賞曲。A面：二葉あき子、B面：霧島昇・松原操のカバー                                                       |
| 190 | 1962年10月5日  | ひばりの佐渡情話/慕情の桟橋                       | SA-1002            | 第13回NHK紅白歌合戦披露曲。 |
| 191 | 1962年10月20日 | ロマンチックなキューピット/田舎の子               | SA-971             | いずれの曲もひばりの作詞、作曲（本名の加藤和枝 名義）。                                                                                 |
| 192 | 1962年11月5日  | 初雁道中/まかしとき                               | SA-1004            | B面：花房錦一とデュエット |
| 193 | 1962年11月20日 | ほんとかしらほんとかしら/わが母の姿は             | SA-1000、SAS-1     | 初ステレオ録音盤。 |
| 194 | 1962年12月10日 | 白い野菊と三度笠/雨の隅田河岸                     | SA-1018            | |
| 195 | 1963年4月5日   | 哀愁出船/愛は消えることなく                       | SA-1103            | 第14回NHK紅白歌合戦披露曲。 |
| 196 | 1963年4月20日  | リンゴ追分/ブラウスとワイシャツの恋               | SAS-4              | |
| 197 | 1963年6月20日  | あゝ恋人よ/会う                                   | SAS-25             | |
| 198 | 1963年8月20日  | 港は涙のすてどころ/恋よいずこに                   | SAS-65             | |
| 199 | 1963年9月20日  | 波止場の道を歩こうよ/こよい巷に降る雨は           | SAS-98             | |
| 200 | 1963年10月20日 | 蘇州夜曲/城ヶ島の雨                               | SAS-112            | A面：渡辺はま子・霧島昇のカバー、B面：唱歌                                                                                              |
| 201 | 1963年11月20日 | ポトマックの桜/二人の木陰                         | SAS-138            | |
| 203 | 1963年12月1日  | 関東春雨傘/だから涙はみせないよ                   | CW-1               | 日本クラウンから発売 |
| 202 | 1963年12月10日 | 傷心/君去りし夜のタンゴ                           | SAS-153            | |
| 204 | 1964年1月20日  | 旅の若者/小さな夢                                 | SAS-175            | |
| 205 | 1964年3月20日  | 遊侠街道/海よさよなら                             | SAS-204            | |
| 206 | 1964年5月20日  | 闇太郎ざんげ/泣くな鳩笛                           | SAS-235            | |
| 207 | 1964年6月20日  | お久し振りネ マドロスさん/港は心のふるさと        | SAS-249            | |
| 208 | 1964年7月5日   | 髪/小さなクラブ                                   | SAS-292            | |
| 209 | 1964年9月5日   | 笑顔と涙の遠い道/さよならの向うに                 | SAS-347            | |
| 210 | 1964年11月20日 | 支那の夜/香港セレナーデ                           | SAS-356            | A面：渡辺はま子のカバー |
| 211 | 1964年11月20日 | 柔/ふり向かないで                                 | SAS-396            | 第15回NHK紅白歌合戦・第16回NHK紅白歌合戦披露曲。第7回日本レコード大賞受賞曲。                                                           |
| 212 | 1964年12月10日 | 娘道中伊達姿/大利根夜舟                           | SAS-381            | |
| 213 | 1965年1月20日  | ひばり音頭/青春ひばり小唄                         | SAS-401            | |
| 214 | 1965年4月20日  | 手紙/赤い靴のタンゴ                               | SAS-458            | B面：奈良光枝のカバー |
| 215 | 1965年4月20日  | カタリ・カタリ/サンバ・ギータ                     | JPS-6              | |
| 216 | 1965年5月10日  | お島千太郎/蛇姫様                                 | SAS-499            | |
| 217 | 1965年5月20日  | 島原を後に/東京新地図                             | SAS-478            | |
| 218 | 1965年7月20日  | 影を慕いて/男の純情                               | SAS-518            | 両面とも藤山一郎のカバー |
| 219 | 1965年9月20日  | 博多夜船/明治一代女                               | SAS-572            | A面：音丸、B面：新橋喜代三のカバー |
| 220 | 1965年10月20日 | のれん一代/遊侠ながれ笠                           | SAS-601            | |
| 221 | 1965年11月5日  | 柔の男/書生気質                                   | SAS-609            | |
| 222 | 1965年12月25日 | お役者仁義/恋慕かんざし                           | SAS-631            | |
| 223 | 1966年3月20日  | 人生の並木路/並木の雨                             | SAS-667            | A面：ディック・ミネ、B面：ミス・コロムビアのカバー                                                                                      |
| 224 | 1966年4月5日   | 夾竹桃の咲く頃/いい子だから                       | SAS-693            | |
| 225 | 1966年6月10日  | 悲しい酒/真実一路                                 | SAS-731            | 第17回NHK紅白歌合戦披露曲。 |
| 226 | 1966年9月20日  | 津軽のふるさと/リンゴ追分                         | SAS-769            | 再発売。 |
| 227 | 1966年10月10日 | 雨にぬれても/二人だけの渚                         | SAS-785            | |
| 228 | 1966年11月1日  | 花と剣                                            | SAS-792            | B面は林与一『晴れ姿長七郎』 |
| 229 | 1967年1月5日   | 風雪三代/港のむせび泣き                           | SAS-828            | |
| 230 | 1967年3月1日   | 島の夕顔/喜びの日の涙                             | SAS-868            | |
| 231 | 1967年6月20日  | 真赤な太陽/やさしい愛の歌                         | D-1                | |
| 232 | 1967年9月25日  | 芸道一代/ひばりの子守唄                           | SAS-962            | 第18回NHK紅白歌合戦披露曲。 |
| 233 | 1968年1月5日   | むらさきの夜明け/思い出と一人ぼっち               | SAS-1012           | |
| 234 | 1968年3月1日   | 男の腕/女の並木路                                 | SAS-1048           | |
| 235 | 1968年3月25日  | 銀座音頭/若い銀座                                 | SAS-1075           | |
| 236 | 1968年5月5日   | 少しの間サヨウナラ/好きになってしまったわ         | SAS-1098           | |
| 237 | 1968年6月15日  | 太陽と私/星空の微笑み                             | D-2                | |
| 238 | 1968年8月15日  | 唇に花シャッポに雨/愛のボサ・ノバ                 | SAS-1149           | |
| 239 | 1968年10月1日  | 熱禱 (いのり)/夜明けまで                          | SAS-1189           | 第19回NHK紅白歌合戦披露曲。 |
| 240 | 1969年1月5日   | 魂/嗚呼舟がくし                                   | SAS-1221           | B面：森繁久彌のカバー |
| 241 | 1969年4月1日   | ひとり行く/無用ノ介                               | SAS-1271           | |
| 242 | 1969年7月1日   | 別れてもありがとう/星くずの港                     | SAS-1304           | 第20回NHK紅白歌合戦披露曲。 |
| 243 | 1969年7月15日  | 恋のパープル・レイン/風の恋人たち                 | D-3                | |
| 244 | 1969年11月25日 | 女飛車角/どっこい俺がいる                         | SAS-1363           | |
| 245 | 1970年1月10日  | 花と炎/人生一路                                   | SAS-1374           | 第30回NHK紅白歌合戦披露曲。 |
| 246 | 1970年5月25日  | 涙/今日の我に明日は勝つ                           | SAS-1417           | |
| 247 | 1970年7月10日  | 人生将棋/一匹道中                                 | SAS-1435           | 第21回NHK紅白歌合戦披露曲。オリコン週間チャート最高位70位 売上枚数1.9万枚                                                               |
| 248 | 1970年9月25日  | 女の詩/恋のれん                                   | SAS-1462           | |
| 249 | 1970年11月10日 | 愁い酒/人生ブルース                               | SAS-1472           | |
| 250 | 1971年3月10日  | それでも私は生きている/新宿波止場                 | SAS-1501           | |
| 251 | 1971年4月10日  | 千姫/落葉の城                                     | SAS-1511           | |
| 252 | 1971年4月10日  | 江戸ッ子佐七                                      | SAS-1524           | B面は村田英雄『人形佐七』 |
| 253 | 1971年7月10日  | ふるさとはいつも/恋のわらべ唄                     | SAS-1550           | |
| 254 | 1971年10月10日 | おんな道/女の人生                                 | SAS-1571           | |
| 255 | 1971年10月10日 | 旅人/北国の子守唄                                 | SAS-1572           | |
| 256 | 1972年1月10日  | ひばり仁義/この道を行く                           | SAS-1583           | 第22回NHK紅白歌合戦披露曲。 |
| 257 | 1972年5月10日  | 浪曲渡り鳥/新しい笛                               | SAS-1610           | |
| 258 | 1972年8月10日  | 母/哀愁平野                                       | SAS-1625           | |
| 259 | 1972年11月10日 | ある女の詩/思い出の鞄                             | SAS-1648           | 第23回NHK紅白歌合戦披露曲。 |
| 260 | 1973年3月10日  | 花と龍/風の子守唄                                 | SAS-1662           | |
| 261 | 1973年6月10日  | さすらい東京/酔いどれ子守唄                       | SAS-1676           | |
| 262 | 1973年9月10日  | 黒い微笑/旅路                                     | AA-1               | |
| 263 | 1973年11月10日 | ひばりのカンカン囃子/女ひとり                     | AA-18              | |
| 264 | 1974年5月1日   | かもめと女/むらさきの涙                           | AA-50              | |
| 265 | 1974年10月1日  | 一本の鉛筆/八月五日の夜だった                     | AA-83              | |
| 266 | 1975年2月1日   | こころの町/あの子・誰の妻                         | AA-103             | |
| 267 | 1975年4月1日   | 日本晴ればれ音頭                                  | AA-114             | 島倉千代子・舟木一夫・都はるみ・大川栄策との共唱。B面はカラオケ。                                                                       |
| 268 | 1975年6月1日   | ひとりぼっち/渚の足跡                             | AA-122             | |
| 269 | 1975年9月1日   | 月の夜汽車/風の流れに                             | AA-139             | |
| 270 | 1976年2月10日  | 白い勲章/坊やの終列車                             | AA-179             | |
| 271 | 1976年3月1日   | ふるさと太鼓/ひばりづくし                         | AA-180             | |
| 272 | 1976年4月1日   | 雑草の歌/夜の雨                                   | AA-190             | |
| 273 | 1976年7月1日   | さくらの唄/おんな酒                               | AK-15              | |
| 274 | 1976年11月10日 | あやとり/晩秋平野                                 | AK-37              | |
| 275 | 1977年5月10日  | なつかしい場面/恋夜曲                             | AK-74              | |
| 277 | 1977年11月1日  | 海にむかう母/ひとり旅〜リンゴ追分〜入り           | AE-63              | |
| 278 | 1978年2月1日   | 昭和ながれ花/乗りかえ駅の夜は更けて               | AK-112             | |
| 279 | 1978年6月1日   | 男/おんな                                         | AK-119             | |
| 280 | 1978年10月1日  | 三年目/昭和おんな唄                               | AK-146             | |
| 281 | 1978年11月1日  | 月下美人/涙のふきだまり                           | AK-155             | |
| 282 | 1979年1月1日   | 最後の一本/俺達の歌今どこに                       | AK-162             | |
| 283 | 1979年4月1日   | 風酒場/海鳥に向う女                               | AK-177             | |
| 284 | 1979年9月10日  | 子ども会音頭/おかあさんありがとう                 | GK-523             | |
| 285 | 1979年10月1日  | 木更津くずし/清水次郎長                           | AK-203             | |
| 286 | 1980年2月1日   | おまえに惚れた/みれん酒                           | AK-220             | |
| 287 | 1980年8月1日   | 別れの宿/浮き草ふたり                             | AK-668             | |
| 288 | 1981年1月1日   | 恋女房/昭和ひとり旅                               | AH-6               | |
| 289 | 1981年3月5日   | 剣ひとすじ/花の恋姿                               | AH-35              | |
| 290 | 1981年10月1日  | 人恋酒/おんなの涙                                 | AH-126             | |
| 291 | 1982年5月29日  | 裏町酒場/時雨の宿                                 | AH-220             | |
| 292 | 1983年2月21日  | 花のいのち/木場の女                               | AH-306             | いずれの曲もひばりの作詞、作曲。 |
| 293 | 1983年5月21日  | 笑ってよムーンライト/まなざしの彼方               | AH-332             | |
|     | 1983年9月21日  | 霧の東京/人生松竹梅                               | AF-7219            | |
| 294 | 1983年11月1日  | 残侠子守唄/人生吹きだまり                         | AH-386             | |
| 295 | 1984年9月1日   | 冬のくちびる/女ながれ唄                           | AH-493             | |
| 296 | 1985年5月29日  | 夢ひとり/ビロードの夜                             | AH-597             | 夢ひとりはひばりの作詞。 |
| 297 | 1985年10月21日 | しのぶ/龍馬残影                                   | AH-661             | |
| 298 | 1986年4月21日  | 函館山から/風花便り                               | AH-723             | |
| 299 | 1986年5月29日  | 愛燦燦/太鼓                                       | AH-732             | |
| 300 | 1986年9月1日   | 恋港/美幌峠                                       | AH-764             | |
| 301 | 1987年3月21日  | 好きなのさ/酒は男の子守唄                         | AH-813             | |
| 302 | 1987年12月10日 | みだれ髪/塩屋崎                                   | AH-891             | |
| 303 | 1988年4月21日  | みだれ髪/塩屋崎                                   | 10CA-8019          | 再発売。 |
| 304 | 1989年1月11日  | 川の流れのように/あきれたね                       | 12CA-8144、AH-5006 | 第31回日本レコード大賞金賞・作曲賞受賞曲。                                                                                              |
| 305 | 1989年3月21日  | みだれ髪/塩屋崎                                   | 12CA-8170          | 再発売。 |
| 306 | 1989年3月21日  | おまえに惚れた/裏町酒場                           | 12CA-8171          | 再発売。 |
| 307 | 1990年6月21日  | われとわが身を眠らす子守唄/終りなき旅             | CODA-8561          | |
| 308 | 1990年6月21日  | 裏窓/恋情                                         | CODA-8562          | |
| 309 | 1990年6月21日  | 暗夜行路/さんさ恋時雨                             | CODA-8563          | |
| 310 | 1990年6月21日  | 背中/孔雀の雨                                     | CODA-8564          | |
| 311 | 1990年6月21日  | ハハハ/女は昨日のために男は明日のために           | CODA-8565          | |
| 312 | 1991年2月21日  | リンゴ追分/越後獅子の唄                           | CODA-8704          | 再発売。 |
| 313 | 1991年2月21日  | ひばりの佐渡情話/娘船頭さん                       | CODA-8705          | 再発売。 |
| 314 | 1991年2月21日  | 車屋さん/お祭りマンボ                             | CODA-8707          | 再発売。 |
| 315 | 1991年2月21日  | 日本橋から/ほんとにそうなら                       | CODA-8708          | 再発売。A面：佐藤千夜子、B面：赤坂小梅のカバー                                                                                          |
| 316 | 1991年2月21日  | 影を慕いて/男の純情                               | CODA-8712          | 再発売。両面とも藤山一郎のカバー |
| 317 | 1991年2月21日  | 明治一代女/恋慕かんざし                           | CODA-8713          | 再発売。A面：新橋喜代三のカバー |
| 318 | 1991年2月21日  | 柔/お島千太郎                                     | CODA-8716          | 再発売。 |
| 319 | 1991年2月21日  | 悲しい酒/真実一路                                 | CODA-8717          | 再発売。 |
| 320 | 1991年2月21日  | ある女の詩/さんさ恋時雨                           | CODA-8741          | 再発売。 |
| 321 | 1991年2月21日  | みだれ髪/川の流れのように                         | CODA-8750          | 再発売。 |
| 322 | 1991年7月1日   | 東京キッド/お祭りマンボ                           | CODA-8812          | 再発売。 |
| 323 | 1991年7月1日   | 港町十三番地/あの日の船はもう来ない               | CODA-8813          | 再発売。 |
| 324 | 1991年7月1日   | 真赤な太陽/素適なランデブー                       | CODA-8818          | 再発売。 |
| 325 | 1991年7月1日   | 悲しい酒/あの丘越えて                             | CODA-8819          | 再発売。 |
| 326 | 1991年7月1日   | 残侠子守唄/越後獅子の唄                           | CODA-8823          | 再発売。 |
| 327 | 1991年7月1日   | 愛燦燦/津軽のふるさと                             | CODA-8825          | 再発売。 |
| 328 | 1991年7月1日   | みだれ髪/悲しき口笛                               | CODA-8826          | 再発売。 |
| 329 | 1991年7月1日   | 川の流れのように/裏窓                             | CODA-8827          | 再発売。 |
| 330 | 1991年7月21日  | リンゴ追分/ひばりの佐渡情話                       | CODA-8814          | 再発売。 |
| 331 | 1991年7月21日  | 私は街の子/ひばりの花売娘                         | CODA-8815          | 再発売。 |
| 332 | 1991年7月21日  | 人生一路/花笠道中                                 | CODA-8816          | 再発売。 |
| 333 | 1991年7月21日  | 柔/しのぶ                                         | CODA-8817          | 再発売。 |
| 334 | 1991年7月21日  | ある女の詩/ひとりぼっち                           | CODA-8820          | 再発売。 |
| 335 | 1991年7月21日  | 裏町酒場/熱禱 (いのり)                            | CODA-8821          | 再発売。 |
| 336 | 1991年7月21日  | 哀愁波止場/ひばりのマドロスさん                   | CODA-8822          | 再発売。 |
| 337 | 1991年7月21日  | おまえに惚れた/好きなのさ                         | CODA-8824          | 再発売。 |
| 338 | 1999年2月20日  | 流れ人/元禄港歌                                   | CODA-1696          | 未発表曲 |
| 339 | 1999年5月29日  | おしどり富士/流れ人                               | TDKL-91598         | 未発表曲、A面は橋幸夫とのデュエット。 <「美空ひばり名曲コレクション〜懐かしのレコード復刻盤〜」 （1999年5月29日発売）購入者特典レコード |
| 340 | 2001年3月17日  | 男の友情/なみだの宿                               | CODA-1949          | A面：青木光一、B面：大下八郎のカバー |
| 341 | 2001年5月29日  | 越前岬/悲しい嘘                                   | CODA-1950          | 未発表曲 |
| 342 | 2002年1月1日   | 別れてもありがとう/津軽のふるさと                 |                    | 再発売。 |
| 343 | 2003年5月29日  | 武蔵流転/武蔵流転パートII                         |                    | 未発表曲 |
| 344 | 2003年5月29日  | 柔/残侠子守唄                                     |                    | <ベスト&ベスト>。両面オリジナル・カラオケ入り。                                                                                         |
| 345 | 2003年5月29日  | 川の流れのように/愛燦燦                           |                    | <ベスト&ベスト>。両面オリジナル・カラオケ入り。                                                                                         |
| 346 | 2003年5月29日  | おまえに惚れた/裏町酒場                           |                    | <ベスト&ベスト>。両面オリジナル・カラオケ入り。                                                                                         |
| 347 | 2003年5月29日  | 人生一路/ひとりぼっち                             |                    | <ベスト&ベスト>。両面オリジナル・カラオケ入り。                                                                                         |
| 348 | 2003年5月29日  | 悲しい酒 (セリフ入り)/哀愁出船                    |                    | <ベスト&ベスト>。両面オリジナル・カラオケ入り。                                                                                         |
| 349 | 2003年5月29日  | 剣ひとすじ/真赤な太陽                             |                    | <ベスト&ベスト>。両面オリジナル・カラオケ入り。                                                                                         |
| 350 | 2003年5月29日  | 越後獅子の唄/花笠道中                             |                    | <ベスト&ベスト>。両面オリジナル・カラオケ入り。                                                                                         |
| 351 | 2003年5月29日  | 悲しき口笛/ひばりの花売娘                         |                    | <ベスト&ベスト>。両面オリジナル・カラオケ入り。                                                                                         |
| 352 | 2003年5月29日  | みだれ髪/ひばりの佐渡情話                         |                    | <ベスト&ベスト>。両面オリジナル・カラオケ入り。                                                                                         |
| 353 | 2003年5月29日  | リンゴ追分/港町十三番地                           |                    | <ベスト&ベスト>。両面オリジナル・カラオケ入り。                                                                                         |
| 354 | 2006年5月29日  | ひとすじの道/ひばりの観音経                       |                    | 再発売。両面オリジナル・カラオケ入り。                                                                                                  |
| 355 | 2006年11月22日 | 女の花道                                          |                    | 再発売。カップリング曲：今日の我に明日は勝つ・道。                                                                                      |
| 356 | 2007年5月29日  | 歌は我が命/一本の鉛筆                             |                    | 再発売。両面オリジナル・カラオケ入り。                                                                                                  |
| 357 | 2008年4月23日  | 花蕾                                              |                    | 再発売。カップリング曲：人。両面オリジナル・カラオケ入り。 ボーナス・トラック：舟唄 (八代亜紀のカバー)。                                |
| 358 | 2010年5月29日  | 龍馬残影/木場の女                                 |                    | 再発売。両面オリジナル・カラオケ入り。                                                                                                  |
| 359 | 2011年5月29日  | 人生一路                                          |                    | 再発売。オリジナル・カラオケ入り。 カップリング曲：風の流れに・上を向いて歩こう (坂本九のカバー)。                                      |
| 360 | 2011年5月29日  | 上海                                              |                    | 再発売。カップリング曲：アゲイン・チャルメラそば屋。                                                                                    |
| 361 | 2012年5月29日  | 会う                                              |                    | 再発売。オリジナル・カラオケ入り。カップリング曲：ロカビリー剣法・日和下駄 (両曲とも未発表音源)。                                       |
| 362 | 2013年5月29日  | 愛の讃歌                                          |                    | 再発売。エディット・ピアフのカバー。カップリング曲：薔薇色の人生・魅惑のワルツ・ラヴ。                                                  |
| 363 | 2014年5月29日  | 年下の人/人生松竹梅                               |                    | 再発売。両面オリジナル・カラオケ入り。                                                                                                  |
| 364 | 2015年5月29日  | 八月五日の夜だった                                |                    | 再発売。オリジナル・カラオケ入り。カップリング曲：リンゴの唄・東京ブギウギ・青い山脈。                                                  |
| 365 | 2016年5月29日  | さくらの唄                                        |                    | 未発表音源収録。カップリング曲：われとわが身を眠らす子守唄・さくらの唄 (オリジナル・バージョン)。                                       |
| 366 | 2019年5月29日  | 川の流れのように                                  |                    | 1989年盤の再発売。EPシングル・8cmCD・12cmCD・カセットテープで発売。                                                                     |
| 367 | 2019年12月18日 | あれから                                          |                    | 故人のアーティストの歌声を人工知能(AI)によって蘇らせ、新曲としてCDをリリースするのは世界初                                              |

没後にレコードやCDのアルバム盤に収録された音源を新たにカップリング（選曲）したシングルの発売が継続的に行われている。

### EP
- 美空ひばりヒット・ソング集 第1集（1954年9月20日 AA-2）
- 美空ひばりヒット・ソング集 第2集（1954年12月10日 AA-6）
- 美空ひばりヒット・ソング集 第3集（1955年6月10日）
- 美空ひばりヒット・ソング集 第4集（1955年12月10日 AA-50）
- 美空ひばりヒット・ソング集 第5集（1956年6月10日 AA-68）
- 美空ひばりヒット・ソング集 第6集（1957年9月15日 AA-79）
- 美空ひばりヒット・ソング集 第6集（1958年3月15日 AA-83）
- ひばりのリンゴ追分（1963年9月20日 ASS-1）
- ひばりの哀愁出船（1963年9月20日 ASS-2）
- ひばりのポトマックの桜（1964年1月20日 ASS-53）
- ひばりとマドロスさん 第1集（1964年7月5日 AMM-79）
- ひばりとマドロスさん 第2集（1964年7月5日 AMM-80）
- ひばりのお島千太郎（1965年8月1日 ASS-134）
- ひばりの影を慕いて（1965年11月20日 ASS-141）
- ひばりの湖畔の宿（1965年11月20日 ASS-142）
- ひばりの柔 （1966年1月20日 ASS-153）
- ひばりとマドロスさん 第3集（1966年5月20日 AMM-115）
- ひばりの歌変化（1966年6月5日 AMM-114）
- ひばりの真実一路（1966年8月20日 ASS-173）
- 美空ひばりの花と剣（1966年12月5日 ASS-220）
- 美空ひばり歌のハイライト（1966年12月10日 ASS-235）
- 美空ひばりの悲しい酒（1967年3月15日 ASS-262）
- ひばり民謡を歌う（1967年3月15日 ASS-270）
- 美空ひばりの真赤な太陽（1967年11月1日 ASS-338）
- スター・ミニ・デラックス／ひばり民謡を唄う（1969年9月20日 ASS-451）
- スター・ミニ・デラックス／ひばりの端唄草紙（1969年9月20日 ASS-452）
- スター・ミニ・デラックス／美空ひばり～花と炎（1970年4月10日 ASS-475）
- スター・ミニ・デラックス／美空ひばり～忘れじの歌～（1970年7月10日 ASS-499）

### オリジナル・アルバム
- ひばりのマドロスさん（1958年5月15日 AL-101）10インチ
- ひばりの歌日記（1958年9月1日 AL-110）10インチ
- ひばりの歌変化（1958年12月10日 AL-122）10インチ
- ひばりの歌絵巻（1959年3月15日 AL-136）10インチ
- ひばりとマドロス（1959年7月15日 AL-156）10インチ
- 俺らの青春（1959年10月15日 AL-170）10インチ
- ひばりの花模様（1960年3月15日 AL-200）10インチ
- ひばりの初恋マドロス（1960年10月15日 AL-233）10インチ
- ひばりの哀愁波止場（1961年5月20日 AL-270）10インチ
- この歌とともに（1961年8月10日 AL-297）10インチ
- ひばりの渡り鳥だよ（1962年4月20日 AL-349）10インチ
- 花の都をあきらめて～ひばり哀愁をうたう～（1962年5月20日 AL-355）10inch
- 永遠に幸あれ（1962年11月5日 AL-165）10インチ
- ひばりとマドロスさん（1963年6月5日 AL-5209）10インチ
- 美空ひばりの哀愁出船（1963年6月15日 ALS-195）10インチ
- 美空ひばりの花のステージ（1964年6月20日 ALS-4034）
- 美空ひばりのヒット・ショウ（1964年11月1日 JLS-101）10インチ
- 美空ひばりのヒット・ショウ 第2集（1964年11月1日 JLS-101）10インチ
- 美空ひばりの花のステージ 第2集（1965年6月10日 ALS-4083）
- 美空ひばりの花のステージ 第3集（1966年12月10日 ALS-4207）
- 歌は我が命〜美空ひばり芸能生活20周年記念〜（1967年5月29日 ALS-5040）
- 美空ひばりの花のステージ 第4集（1967年12月1日 ALS-4284）
- 歌は我が命 第2集（1968年5月29日 ALS-5059）
- 歌は我が命 第3集（1969年5月29日 ALS-5100）
- 歌は我が命 第4集（1970年5月29日 ALS-5120）
- 美空ひばりの花のステージ 第5集～涙～（1970年7月25日 ALS-4517）
- 美空ひばりの花のステージ 第6集（1971年3月10日 ALS-4566）
- 歌は我が命 第5集（1971年5月）
- 母が小さくなった時～歌は我が命 第6集（1972年5月）
- ふるさと〜歌は我が命 第7集（1973年5月）
- 涙～歌は我が命 第8集（1974年5月）
- ひとりぼっち～歌は我が命 第9集（1975年5月）
- 私と影～歌は我が命 第10集（1975年5月）
- おまえに惚れた（1980年4月）
- 残侠子守唄（1983年11月）
- 水仙の詩〜美空ひばり ポップスを唄う〜（1984年9月）
- 旅ひととせ（1986年4月）
- 不死鳥（1988年4月）
- 川の流れのように～不死鳥パートII（1988年12月）

### カバー・アルバム
- 美空ひばり端唄草紙（1958年12月10日 AL-123）10インチ
- ひばりちゃんの童謡集（1961年6月20日 AL-3040）10インチ
- ひばりとシャープ（1961年12月10日 AL-321/ALS-124）10インチ
- ひばりの民謡集（1962年6月20日 AL-366/ALS-144）10インチ
- ひばり世界を歌う（1964年6月20日 JPS-5001）
- からたちの花～美空ひばり 山田耕作を唄う～その1（1964年8月）
- 赤とんぼ～美空ひばり 山田耕作を唄う～その2（1964年8月）
- この歌をひばりと共に（1965年6月5日 ALS-4087）
- ひばりジャズを歌う ～ナットキング・コールをしのんで～（1965年9月5日 JPS-5058）
- 歌の流れに～万城目正作品集（1966年5月20日 ALS-4154）
- ひばり民謡を歌う（1966年6月20日 ALS-4162）
- 我が心の歌～古賀政男大全集～（1968年5月10日 ADX-108/14）
- 忘れじの歌～美空ひばり古賀メロディを歌う～（1969年12月10日 ALS-4461/2）2枚組
- V.A. / あの頃の歌 今日の歌／石本美由起作品集（1970年6月25日 ALS-5119）
- 黄金の歌～美空ひばり 想い出を唄う～（1970年12月10日 ALS-5141）
- 心の軍歌～美空ひばり 哀愁の軍歌を唄う～（1972年8月）
- 船頭小唄～美空ひばり 日本情緒を唄う～（1973年11月）
- 湖畔の宿～美空ひばり 思い出を歌う（1974年4月）
- 星の流れに～美空ひばり 思い出を歌う（1974年4月）
- 私と貴方の小さなスナック（1976年12月）
- おんな歌・おとこ歌（1980年8月）
- 人恋酒～最新演歌名曲名唱集（1982年2月）
- 残侠子守唄～84有線ヒット曲集～（1984年3月）
- カバーソング コレクション (2007年)
- カバーソング コレクション 〜 ひばり演歌をうたう (2008年)
- カバーソング コレクション 〜 ひばり懐メロをうたう (2009年)
- カバーソング コレクション 〜 ひばり叙情歌をうたう (2010年)
- 美空ひばり 昭和を歌う 〜恋人よ・愛燦燦〜 (2014年)

### セルフカバー・アルバム
- EVERGREEN HIBARI（1983年1月）
  - 主だったキャリアから厳選した12曲を当時最新のデジタル技術で1982年に再録音したもの。2021年5月にはそれ以降の重要曲4曲を追加収録して再発売された。

### ライブ・アルバム
- ひばりの花絵巻（1958年7月15日 AL-104）10インチ
- おしどり・イン・ザ・ナイト（1966年9月20日 JPS-5092）
- 美空ひばりリサイタル（1968年2月1日 ALS-4311/2）2枚組
- 心に詩（うた）を～美空ひばり・森繁久彌 二人の声～（1969年3月10日 ALS-4401/2）2枚組
- ひばり・いん・あめりか（1974年1月）2枚組
- 美空ひばり オン・ステージ（1975年1月）2枚組
- ひとすじの道～NETテレビ にっぽんの歌大全集より～（1975年3月）2枚組
- 芸能生活30周年記念美空ひばりリサイタル（1976年4月）2枚組
- 絶唱～美空ひばり～さようなら1976年（1977年3月）2枚組
- 美空ひばり 新しき出発（1978年3月）2枚組
- 美空ひばり 帝国劇場79年10月公演　歌声は世界をめぐる（1980年1月）2枚組
- 芸能生活35周年記念リサイタル 美空ひばり武道館ライブ（1981年8月）2枚組
- 愛ある限り私は歌う～82美空ひばりリサイタル（1982年8月）2枚組
- 美空ひばり そして歌は人生になった～芸能生活40周年記念リサイタル ～（1986年5月）2枚組
- 不死鳥　美空ひばり in TOKYO DOME（1988年5月）CD2枚組
- 美空ひばりデビュー50周年特別企画'96 歌声はひばりと共に（1996年5月）VHS,（2002年5月）DVD
- 歌は我が命1989 in 小倉～美空ひばりラスト・オン・ステージ「さよならの向うに」～（2005年6月24日）
- 芸能生活40周年記念リサイタル 美空ひばり～そして、歌は、人生になった（2013年5月）DVD
- ひばり&川田 in アメリカ1950（2013年9月18日）
- 歌は我が命 1989 in 小倉 〜美空ひばりラスト・オン・ステージ「さよならの向こうに」〜（2024年5月29日）

### ベスト・アルバム
- ヒット・ソング集（1954年2月15日 AL-4）10インチ
- 美空ひばり全集（1962年7月1日 AL-4069/70）
- 美空ひばり全集 第2集（1963年2月15日 AL-4103/4）
- 美空ひばり全集 第3集（1963年5月15日 AL-4110/1）
- 歌は生きている～美空ひばりゴールデン・ヒット・アルバム～（1965年12月10日 ALS-4133/4）
- 美空ひばり芸能生活20周年記念美空ひばり大全集～共に歩んだ20年～（1967年10月1日 ADX-201/7）
- ベスト・カップル・シリーズ 美空ひばり～オリジナルヒットと懐メロと～（1970年4月25日 ALS-4492）
- 特選集 川の流れのように (1989年)
- 美空ひばり 全曲集 川の流れのように (1992年)
- オリジナル・ベスト50 〜悲しき口笛〜川の流れのように〜 (1996年)
- 美空ひばり 全曲集 越前岬 (2001年)
- 美空ひばり 全曲集 武蔵流転 (2003年)
- 美空ひばり 全曲集 私はおんな (2004年)
- ファンが選んだリクエスト曲集 Vol.1 (2004年)
- 美空ひばり スペシャルベスト (2004年)
- 美空ひばり 全曲集 (2005年)
- 美空ひばり 全曲集 ひとすじの道 (2006年)
- 美空ひばり 全曲集 歌は我が命 (2007年)
- 美空ひばり 全曲集 一本の鉛筆 / 花蕾 (2008年)
- 美空ひばり入門 (2009年)
- 美空ひばり 全曲集 悲しい酒 (2009年)
- 美空ひばり入門 Part2 〜ペイパー・ムーン〜 (2010年)
- 美空ひばり 全曲集 龍馬残影 (2010年)
- 美空ひばりベスト 1949〜1963 (2011年)
- 美空ひばりベスト 1964〜1989 (2011年)
- 美空ひばりベスト 豪華盤 (2011年)
- 美空ひばり 全曲集 会う (2012年)
- 美空ひばり ライブ・ベスト 〜さよならの向こうに〜 (2013年)
- 美空ひばり 全曲集 愛の讃歌 (2013年)
- 歌い継がれる 美空ひばり名曲集 -ひ- (2014年)
- 美空ひばり 全曲集 年下の人 (2014年)
- 究極ベスト / 美空ひばり (2015年)
- 極ベスト50 (2015年)
- 美空ひばり ダブル・ベスト☆オリジナル&カバーズ (2015年)
- 美空ひばり 全曲集 八月五日の夜だった (2015年)
- 美空ひばりベスト 〜オリジナル編〜 (2016年)
- 美空ひばりベスト 〜洋楽編〜 (2016年)
- 美空ひばり 全曲集 さくらの唄 (2016年)
- 美空ひばりベスト 〜 オリジナル・ヒットをうたう (上) (2017年)
- 美空ひばりベスト 〜 オリジナル・ヒットをうたう (下) (2017年)
- 美空ひばりベスト 〜 ジャズをうたう (2014年)
- 美空ひばりベスト 〜 名曲をうたう (2017年)
- 美空ひばり 全曲集 2017 (2017年)
- 美空ひばり 全曲集 人生将棋 (2018年)
- 美空ひばり ベスト30 (2019年)
- 美空ひばり 全曲集 2020 (2019年)
- 美空ひばり オール・タイム・ベスト  〜あれから〜 (2020年)
- 美空ひばり 全曲集 東京タワー (2021年)
- 美空ひばり 全曲集 一本の鉛筆 (2022年)
- 美空ひばりライブ・ベスト 〜マイ・ウェイ〜 (2023年)
- 美空ひばり 全曲集 銀ブラ娘 (2023年)
- 美空ひばり 全曲集 柔 (2024年)
- HIBARI Crossover (2025年)

### 企画アルバム
・美空ひばり Symphonic Works 〜 不死鳥再び (2022年)

## NHK紅白歌合戦出場歴
ひばりは第5回（1954年）および第8回（1957年）から第23回（1972年）までの16年連続・通算17回出場し、うち13回トリを務めている。通算17回の出場という記録は、1972年当時の紅白歌合戦における史上最多記録である。
なお、ひばりには初出場以前の第3回（1953年1月）と同年大晦日の第4回にも出場のオファーがかけられていたが、第3回は正月興行、第4回は年末の公演との兼ね合いから、ひばりサイドが出場を辞退している。また、出場していない第6回（1955年）と第7回（1956年）は、ラジオ東京テレビ（現・TBSテレビ）の「オールスター歌合戦」に出演するため、出場を辞退している。
上述の通り第24回（1973年）では事実上の落選となったが、第26回（1975年）以降ひばりが死去する1980年代後半まで、NHKは幾度となくひばりに対して出演オファーを行っていた。その結果、第30回（1979年）には特別出演という形で、紅白への復帰が実現している（正式な出場回数には含まれない）。
| 年度   | 放送回 | 回 | 曲目                         | 出演順 | 対戦相手        | 備考                                                                         |
| ------ | ------ | -- | ---------------------------- | ------ | --------------- | ---------------------------------------------------------------------------- |
| 1954年 | 第5回  | 初 | ひばりのマドロスさん         | 13/15  | 小畑実          |                                                                              |
| 1957年 | 第8回  | 2  | 長崎の蝶々さん               | 25/25  | 三橋美智也      | 大トリ                                                                       |
| 1958年 | 第9回  | 3  | 白いランチで十四ノット       | 25/25  | 三橋美智也（2） | 大トリ（2）                                                                  |
| 1959年 | 第10回 | 4  | ご存知弁天小僧               | 25/25  | 春日八郎        | 大トリ（3）                                                                  |
| 1960年 | 第11回 | 5  | 哀愁波止場                   | 14/27  | 春日八郎（2）   |                                                                              |
| 1961年 | 第12回 | 6  | ひばりの渡り鳥だよ           | 14/25  | 橋幸夫          |                                                                              |
| 1962年 | 第13回 | 7  | ひばりの佐渡情話             | 06/25  | 春日八郎（3）   |                                                                              |
| 1963年 | 第14回 | 8  | 哀愁出船                     | 25/25  | 三波春夫        | 大トリ（4）                                                                  |
| 1964年 | 第15回 | 9  | 柔                           | 25/25  | 三波春夫(2)     | 紅組トリ（5）                                                                |
| 1965年 | 第16回 | 10 | 柔（2回目）                  | 25/25  | 橋幸夫(2)       | 大トリ（6）                                                                  |
| 1966年 | 第17回 | 11 | 悲しい酒                     | 25/25  | 三波春夫（3）   | 紅組トリ（7）                                                                |
| 1967年 | 第18回 | 12 | 芸道一代                     | 23/23  | 三波春夫（4）   | 大トリ（8）                                                                  |
| 1968年 | 第19回 | 13 | 熱祷                         | 23/23  | 橋幸夫（3）     | 大トリ（9）                                                                  |
| 1969年 | 第20回 | 14 | 別れてもありがとう           | 23/23  | 森進一          | 大トリ（10）                                                                 |
| 1970年 | 第21回 | 15 | 人生将棋                     | 24/24  | 森進一（2）     | 大トリ（11） 司会・大トリ兼任                                                |
| 1971年 | 第22回 | 16 | この道をゆく                 | 25/25  | 森進一（3）     | 大トリ（12）                                                                 |
| 1972年 | 第23回 | 17 | ある女の詩                   | 23/23  | 北島三郎        | 大トリ（13）                                                                 |
| 1979年 | 第30回 | 18 | 美空ひばりメモリアルメドレー | -      | 藤山一郎        | 7年ぶりの復帰・生涯最後の紅白出場 特別出演であるが、紅組歌手に分類されている |

- 対戦相手の歌手名の（）内の数字はその歌手との対戦回数、備考のトリ等の次にある（）はトリ等を務めた回数を表す。
- 曲名の後の（○回目）は紅白で披露された回数を表す。
- 出演順は「（出演順）／（出場者数）」で表す。

### 主な記録
- 通算トリ回数は13回で北島三郎・五木ひろしに並び史上最多（紅組歌手に限った場合はひばりが単独最多であり、ひばりに次ぐ記録は石川さゆりの9回、和田アキ子の7回）。
- 連続トリ回数は10年連続で史上最多（ひばりに次ぐ記録はMISIAの5年連続、SMAP、福山雅治の4年連続。紅組歌手に限った場合でもMISIAの5年連続、島倉千代子の3年連続）。
- 通算大トリ回数は11回で北島三郎と並び歴代最多タイ（紅組歌手に限った場合はひばりが単独最多であり、ひばりに次ぐ記録は都はるみの3回）。
- 第21回（1970年）は紅組司会も担当（その年は大トリも務めており、紅白史上初の組司会・大トリ兼任）。その後、第67回（2016年）に相葉雅紀、第69回（2018年）と第70回（2019年）に櫻井翔も組司会と大トリを兼任している。

### 美空ひばりの楽曲が紅白歌合戦で他の歌手によって歌唱された例
ひばりの生前の功績の大きさから、その功績を称えるために死後も他の歌手によってひばりの持ち歌が幾度となく紅白歌合戦で歌唱されている。
| 年度   | 放送回 | 歌手名         | 曲目                       | 備考 |
| ------ | ------ | -------------- | -------------------------- | --- |
| 1989年 | 第40回 | 雪村いづみ     | 愛燦燦                     | 大親友だった雪村いづみが、ひばりの追悼として歌唱。 |
| 1994年 | 第45回 | キム・ヨンジャ | 川の流れのように           | NHKが実施した「戦後50年で思い出深い歌」「紅白で聴きたい歌アンケート」の1位であった同曲を歌唱。 |
| 1999年 | 第50回 | 天童よしみ     | 川の流れのように           | NHKが実施した「21世紀に伝えたい歌」（アンケート）の1位であった同曲をひばりを慕っていた天童が歌唱。 |
| 2005年 | 第56回 | 天童よしみ     | 川の流れのように           | 『スキウタ〜紅白みんなでアンケート〜』で紅組8位にランクインした同曲を天童が自身3回目の紅組トリで歌唱。 |
| 2011年 | 第62回 | 天童よしみ     | 愛燦燦                     | 2011年がひばりの23回忌であり、ひばりの写真も映し出された。 |
| 2015年 | 第66回 | 天童よしみ     | 人生一路                   | ひばりが「東京ドーム 不死鳥コンサート」のラストで同曲を歌ったときと同様に、『終りなき旅』の一節も併せて歌われた。 また、天童の衣装も「不死鳥コンサート」でのひばりの衣装を模したものであり、ひばり本人の映像や写真も映し出された。 |
| 2016年 | 第67回 | 島津亜矢       | 川の流れのように           | |
| 2017年 | 第68回 | 市川由紀乃     | 人生一路                   | |
| 2021年 | 第72回 | 氷川きよし     | 歌は我が命                 | |
| 2022年 | 第73回 | 坂本冬美       | お祭りマンボ〜スカパラSP〜 | 東京スカパラダイスオーケストラとの共演。 |

### 特別企画
| 年度   | 放送回 | 歌手名            | 曲目     | 備考                   |
| ------ | ------ | ----------------- | -------- | ---------------------- |
| 2007年 | 第58回 | 美空ひばり×小椋佳 | 愛燦燦   | ひばりは生前の歌唱映像 |
| 2019年 | 第70回 | AI美空ひばり      | あれから |                        |

- 第58回（2007年）はひばりの生誕70周年を記念し、小椋が生前のひばりの歌唱映像とデュエットで歌唱した[89]。
- 第70回（2019年）はAIによる声と、CGによる姿で再現された「AI美空ひばり」が出場[90]。

## テレビ番組
- NECサンデー劇場「かわだぶし物語」（1961年6月18日、NET） - 天才少女歌手 ※特別出演
- 東芝日曜劇場
  - 第378回「女優シリーズ 下町の空」（1964年3月1日、TBS）※ドラマ初主演
  - 第720回「花が実を結ぶとき」（1970年9月27日、TBS） - 嘉子
- 美空ひばり劇場（1964年8月4日 - 1965年4月27日、TBS）
  - 第1回 - 第4回「おこま」
  - 第5回 - 第7回「神楽師」
  - 第8回、第9回「仇討ごよみ」
  - 第10回 - 第13回「お白粉人形」
  - 第14回 ミュージカルショー「髪」
  - 第15回 - 第17回「女侠一代」
  - 第18回、第19回「李朝残影」
  - 第20回 - 第22回「振袖剣士」
  - 第23回「寿初春歌姫七姿」
  - 第24回 - 第26回「弁天小僧」 - 菊
  - 第27回、第28回「七福神のなぞ」 - 老中阿部伊予守の姫君
  - 第29回、第30回「兄・私・弟」前編・後編 - 節子
  - 第31回 - 第33回「唐人お吉」（「花の巻」「蝶の巻」「風の巻」）
  - 第34回、第35回「今日もまた蝉が鳴く」前編・後編
  - 第36回 - 第39回「出雲のお国」- お国
- 美空ひばり劇場「風流深川唄」 - お小夜（1966年10月8日 - 10月29日、TBS）
- ひばり・与一の花と剣（1966年10月16日 - 1967年4月9日、フジテレビ）
- 美空ひばりショー ひばりはひばり（1968年6月3日 - 9月30日、NET）
- 大奥（1968年、関西テレビ/東映） - 和宮（徳川家茂正室）
  - 第48話「嵐に立つ花」（1969年3月1日）
  - 第49話「和宮降嫁」（1969年3月8日）
- 歌のグランドショー（1968年1月7日、NHK総合）[91]
- あゝ忠臣蔵（1969年4月5日 - 12月27日、関西テレビ） - おかる
- 銭形平次 （フジテレビ）
  - 第158話「獅子の舞」（1969年5月7日）
  - 第179話「謎の千両富」（1969年10月1日）
  - 第231話「矢場へ来た用心棒」（1970年10月7日）
  - スペシャル（第888話・最終回）「ああ十手ひとすじ!!八百八十八番大手柄　さらば我らの平次よ永遠に」（1984年4月4日）
- ザ・ガードマン 第285回「ひばりの愛の逃亡姉妹」（1970年9月18日、TBS）
- 柳生十兵衛第27話「殴り込み中仙道」 - お甲（1970年、フジテレビ）※特別出演
- 徳川おんな絵巻（1970年、関西テレビ） - お初
  - 第5話「お転婆娘の御殿奉公」（出羽国本庄藩六郷家前編）（1970年10月31日）
  - 第6話「お初の仇討ち」（出羽国本庄藩六郷家後編）（1970年11月7日）
- 銀河ドラマ「満開の時」（1971年5月31日- 6月4日、NHK） - 美人芸者
- 金曜スペシャル「初春はひばりとともに」（1972年、東京12チャンネル）
- 長谷川伸シリーズ道中女仁義（1973年3月21日、NET）- 女やくざ
- 大江戸捜査網（東京12チャンネル/三船プロ）
  - 第213話「火花散る隠密七変化」（1975年10月18日） - 葉隠れおゆき
  - 第438話「女三味線わかれ唄」（1980年4月19日） - 文字豊
- 吉宗評判記 暴れん坊将軍 Iシリーズ（テレビ朝日、東映） - 紀州屋お奈津
  - 第12話「紀州から来た凄い女」（1978年4月1日）
  - 第13話「嵐を呼んだ江戸土産」（1978年4月8日）
  - 第27話「柳生一族を斬る女」（1978年7月22日）
  - 第38話「黒潮の渦を斬る女」（1978年11月4日）
- 幾山河は越えたけど－昭和のこころ・古賀政男第1部、第2部（1979年4月14日、NHK）[92][93]
- 水曜ドラマスペシャル「女コロンボ危機一髪!」（1985年7月17日、TBS） - 水木一枝
- NHK放送開始60周年記念 あの歌この人60年（1985年3月21日、NHK）[94]
- 昭和の歌 歌は電波にのって（昭和20年〜30年）（1986年3月20日、NHK）[95]
- ミュージックフェア'86 1100回記念 第2回（1986年3月30日、フジテレビ） - 「港町十三番地」・「越後獅子の唄」・「哀愁波止場」・「リンゴ追分」・「しのぶ」。大阪厚生年金会館大ホールで収録[96]。
- 木曜ドラマストリート「熱血女先生!まるでセンチな乙女のように」（1986年1月16日、フジテレビ）
- 美空ひばり 新たなる旅立ち!（1987年12月30日、日本テレビ） - 両側大腿骨頭壊死・慢性肝炎を克服、退院後初のテレビ出演。「愛燦燦」[97]
- 今夜は最高!ゲスト・ひばりスペシャルと題して二週放送（1987年4月11日・18日、NTV）[98]
- 忠臣蔵・いのちの刻（1988年12月28日、TBS） - 照月尼
- パパはニュースキャスターお正月スペシャル（1989年1月2日、TBS） ※特別出演、田村正和とワンカットのみでの出演であったが、これが生前最後のドラマ出演となった
- 昭和の歌 第2回「東京キッド」から「涙の連絡船」まで（1989年5月3日、NHK） - 「リンゴ追分」・「悲しき口笛」[99]
- NHKスペシャル（1989年、NHK）
  - 美空ひばりさん・たくさんの歌をありがとう“悲しき口笛”から“悲しい酒”まで - 死去当日放送の特別番組（1989年6月24日）[100]
  - ひばりの時代 第1回 廃墟のなかの悲しき口笛（日本人は戦後こう生きた）（1989年6月29日）[101]
  - ひばりの時代 第2回 成長のなかの哀愁波止場（日本人は戦後こう生きた）（1989年6月30日）[102]
  - ひばりの時代 第3回 繁栄のなかの悲しい酒（日本人は戦後こう生きた）（1989年7月1日）[103]
- ミュージックフェア'89（1989年1月15日、フジテレビ） - 「悲しき口笛」・「リンゴ追分」・「無法松の一生」・「いつか」・「川の流れのように」（生前最後のテレビ出演）
- 特別企画 さようなら あゝ…美空ひばりさん（1989年6月25日、テレビ東京）[104]
- 美空ひばり 永遠の歌声（1989年12月20日 - 22日、NHK）
  - 第1回 思い出のなかのひばり[105]
  - 第2回 銀幕のなかのひばり[106]
  - 第3回 喝采のなかのひばり[107]

## ドキュメンタリー
- 映画『ひばりのすべて』 - 監督：井上梅次 芸能生活25周年を記念して制作されたドキュメンタリー。ステージの模様を中心に、彼女の華やかな舞台裏の日常の姿を赤裸々に描く。
- 悲しみの終わるときまで（1974年11月10日、広島テレビ） - 音楽ドキュメンタリー ※第29回芸術祭賞優秀賞[108]
- NHKスペシャル『最期のひばり〜日記が明かす空白の4か月〜』（2003年10月19日）- ディレクター：山登義明。最期の時を克明に記録した未公開日記が紹介された。

## ひばりを描いたドラマ・舞台
- 「美空ひばり物語」（1989年12月30日、TBSドラマ） - 上前淳一郎「イカロスの翼」のドラマ化。ひばりが生前にドラマ化を唯一許可した作品。岸本加世子がひばりを演じた。江利を松居直美が演じ「ジャンケン娘」のラストを再現した。脚本は佐伯俊道。
- 舞台「不死鳥ふたたび・美空ひばり物語」（1999年） -  浅茅陽子がひばりを演じた。「美空ひばり物語 (舞台)」（2001年）、「新・美空ひばり物語 不死鳥ふたたび」（2002年 - 2003年）、「不死鳥ふたたび 新・美空ひばり物語」（2004年）も引き続き浅茅がひばりを演じる。
- 「美空ひばり誕生物語-おでことおでこがぶつかって」（2005年5月29日、TBSドラマ） - 石井ふく子プロデュース・宮川一郎脚本のオリジナル作品で、ひばり（上戸彩）と母・喜美枝（泉ピン子）との親子愛がテーマとなっている。
- 松井誠新春特別公演「新章・美空ひばり 不死鳥伝説」（2006年）

## 受賞歴
- 1960年 第2回日本レコード大賞・歌唱賞
- 1962年 第12回ブルーリボン賞・大衆賞
- 1965年 第7回日本レコード大賞・大賞
- 1969年
  - 10月8日 日本赤十字社金色有功章
  - 12月17日 紺綬褒章
- 1971年 第2回日本歌謡大賞・放送音楽特別賞
- 1973年 第15回日本レコード大賞・15周年記念特別賞
- 1976年 第18回日本レコード大賞・特別賞
- 1977年 森田たまパイオニア賞
- 1989年
  - 国民栄誉賞
  - 第31回日本レコード大賞・特別栄誉歌手賞
  - 第20回日本歌謡大賞・特別栄誉賞
  - 第22回日本作詩大賞・特別賞
  - 第18回FNS歌謡祭・特別賞
- 2000年 第2回青森りんご勲章

## その他
- 1967年10月に有田焼創業350周年を記念して、美空ひばり唯一のご当地音頭「チロリン節」が制作発表された。
- 1970年の松下電器産業のラジオCM「タイムカプセル『万国博松下館 美空ひばり?』」は、第10回ACC CM FESTIVALラジオCM部門グランプリを受賞した[109]。
- 2006年9月に京楽から「CRぱちんこ華王美空ひばり」を発売。ブロマイドは浅草の斉藤甲子郎写真館が専属で制作した。
- 2009年12月には同じく京楽から続編として「CRぱちんこ爽快美空ひばり不死鳥伝説」を発売。ひばりの小キャラクターが増え、さらに松竹・テレビ東京・日本テレビ・フジテレビ・マルベル堂からの映像・写真が多く使われている。
- 2011年1月19日に、日本コロムビアより数々の復刻品を封入した美空ひばりトレジャーズが発売。コロムビア通販サイトなどから入手できる[110]。

## 著書
- 『ひばり自伝 : わたしと影』草思社、1971年6月18日。

## 写真集
- 『美空ひばり写真集』竹書房、1986年4月30日。